# Calcio storico fiorentino
Il calcio storico fiorentino,  anche col nome di calcio in livrea o calcio in costume, è un gioco di squadra con un pallone gonfio d'aria, che riecheggia un gioco che in latino era chiamato harpastum. Si può considerare come un antesignano del gioco del calcio, anche se almeno nei fondamenti ricorda molto più il rugby, con un contorno di scontri corpo a corpo tra pugilato e lotta libera.

## Storia

### Origini

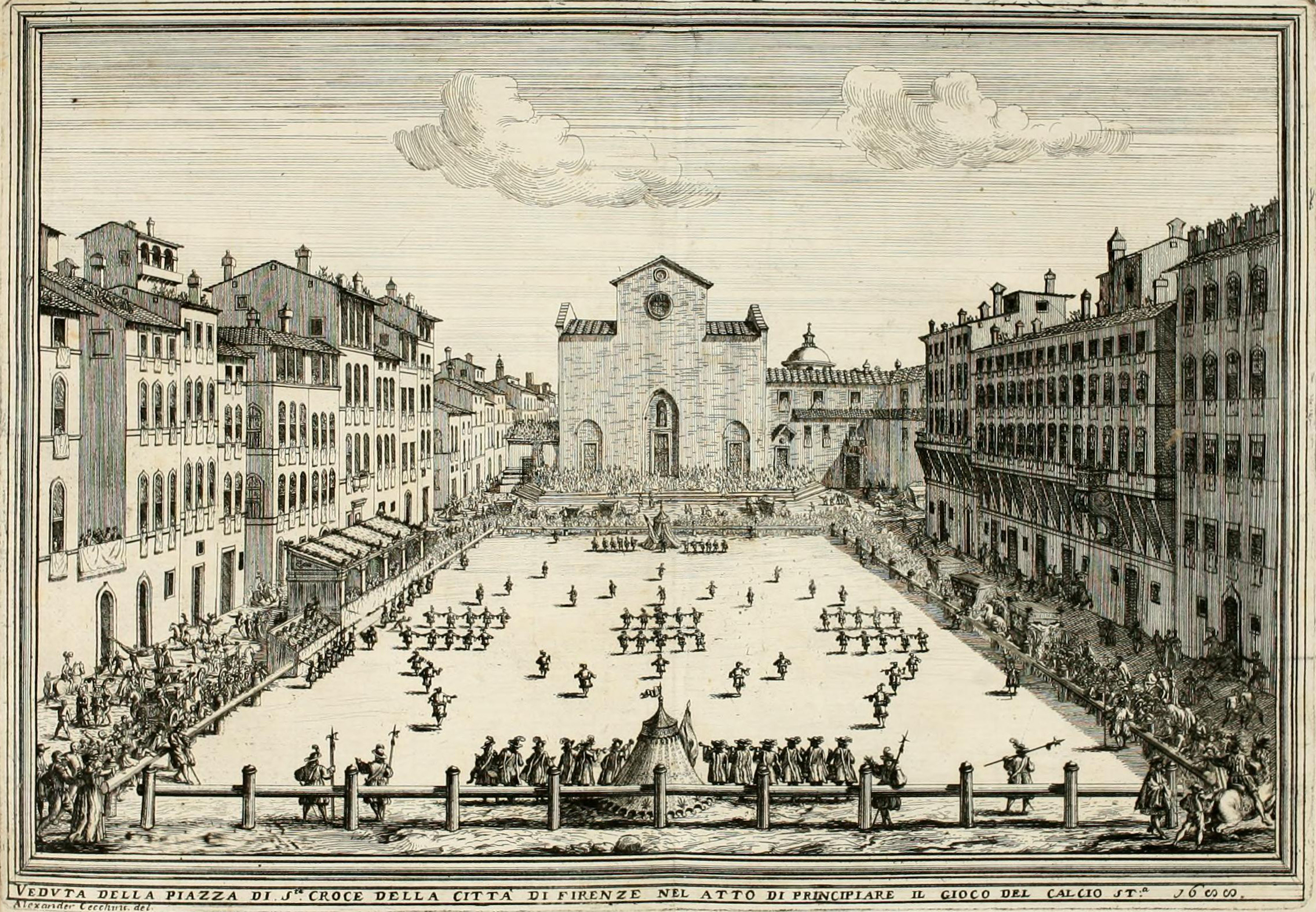
Schieramento d'inizio di una partita di calcio fiorentino in piazza Santa Croce nel 1688.

La pratica di sport che utilizzano corpi sferici di grandezza variabile è antichissima e praticamente diffusa in ogni cultura antica.
Non sfuggono a questa logica i Greci che praticavano un gioco chiamato Sferomachia, di cui sappiamo solo che adottato dai Romani prese il nome di Harpastum dal verbo greco ἁρπάζω (harpázō) «strappare, acchiappare, portar via con la forza».
L'Harpastum veniva giocato (probabilmente con un pallone ripieno di stracci o di pelle e non gonfio d'aria) su terreni sabbiosi da due squadre di ugual numero di giocatori che dovevano attenersi a dei regolamenti molto precisi.
Visto il carattere virile della competizione, fatta di lotte serrate e di continui corpo a corpo per il possesso della palla, l'Harpastum ebbe grande successo soprattutto tra i legionari che contribuirono così alla sua diffusione nelle varie zone dell'Impero romano. Svetonio racconta ad esempio dell'imperatore Augusto:
(Svetonio, Augustus, 83.)
La tradizione vuole che il calcio fiorentino sia un continuatore diretto di questo gioco romano.
Giochi di squadra con la palla, spesso di carattere piuttosto violento, sono attestati nel Medioevo in diverse regioni d'Europa. Al di fuori dell'Italia, per esempio, in Inghilterra se ne ha traccia fin dal 1314, oppure in Francia, soprattutto in Normandia e Piccardia con la soule.

### Medioevo ed epoca moderna

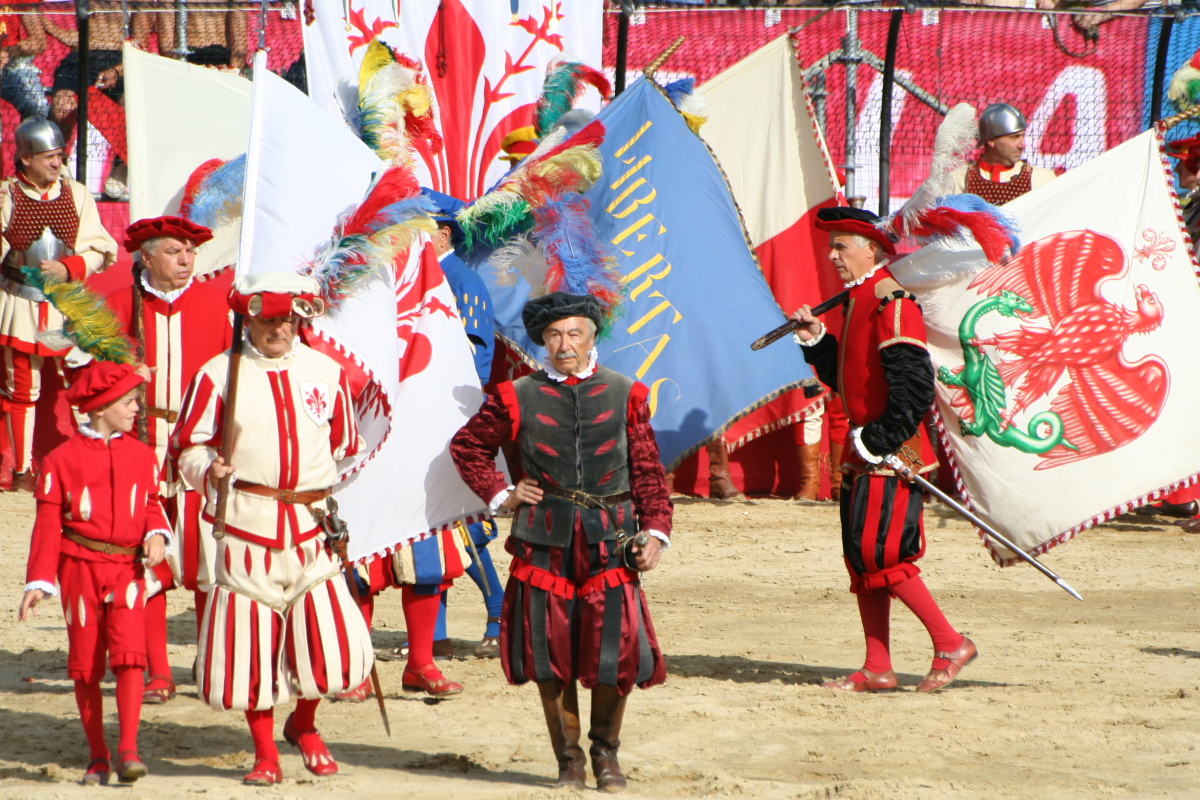
Corteo del calcio storico

Nonostante le numerose affermazioni di un'origine diretta del Calcio da pratiche ludiche dell'antica Roma, le prime fonti che ne parlino sono solo tardo-medioevali, sul finire del Quattrocento. In tutta l'opera di Dante, che per l'infinita varietà di soggetti trattati costituisce una vera enciclopedia degli usi del suo tempo, non se ne fa il minimo cenno.
È comunque certo che nella seconda metà del Quattrocento il calcio si era talmente diffuso tra i giovani fiorentini, che questi lo praticavano frequentemente in ogni strada o piazza della città.
Con il passare del tempo però, soprattutto per problemi di ordine pubblico, si andò verso una maggiore organizzazione e il calcio cominciò ad essere praticato soprattutto nelle piazze più importanti della città.
I giocatori (calcianti) che scendevano in campo erano perlopiù nobili (anche futuri papi) dai 18 a i 45 anni e vestivano le sfarzose livree dell'epoca, che diedero poi il nome a questo sport.

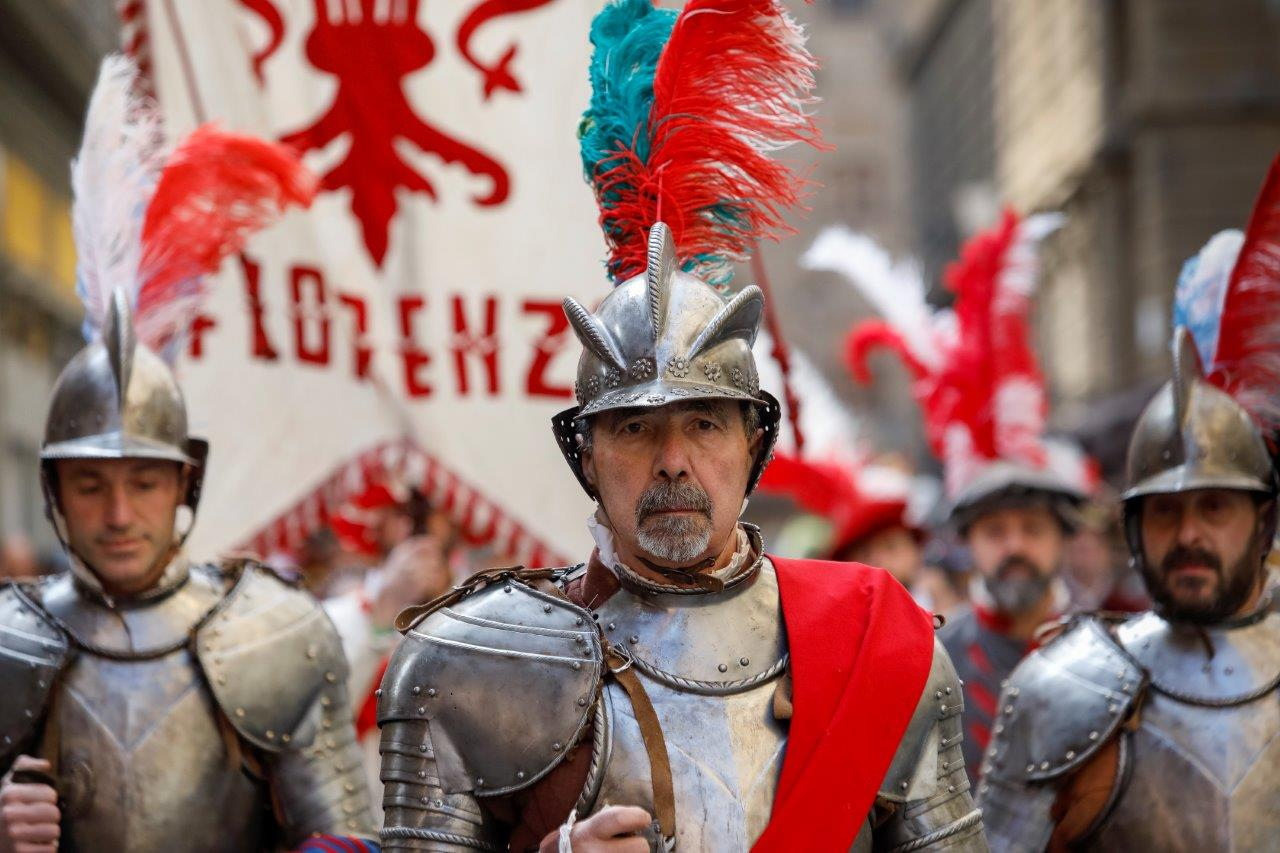
Sergenti degli Otto di Guardia e Balia aprono la sfilata

Le partite venivano organizzate solitamente nel periodo del Carnevale ma non solo. La più famosa è sicuramente quella giocata il 17 febbraio 1530, cui si ispira la moderna rievocazione, quando i fiorentini assediati dalle truppe imperiali, di Carlo V, diedero sfoggio di noncuranza mettendosi a giocare alla palla in piazza Santa Croce (vedi sezione sulle partite celebri). Sebbene successivamente Firenze fosse conquistata e si arrendesse alle forze imperiali-spagnole di Carlo V nell'assedio di Firenze il 12 agosto 1530. 
La popolarità di questo gioco, che spostò la sua sede nel piazzale di Porta al Prato durò per tutto il Seicento, ma nel secolo successivo cominciò un lento declino che lo portò di lì a poco alla scomparsa, almeno come evento organizzato.
L'ultima partita ufficiale di cui si ha notizia venne disputata nel gennaio del 1739 nella piazza di Santa Croce, alla presenza di Maria Teresa, futura imperatrice d'Austria.
Se si escludono due partite rievocative giocate nel 1898 e nel 1902, passarono quasi due secoli prima che la città di Firenze potesse veder risorgere il suo antico gioco.

### Era contemporanea

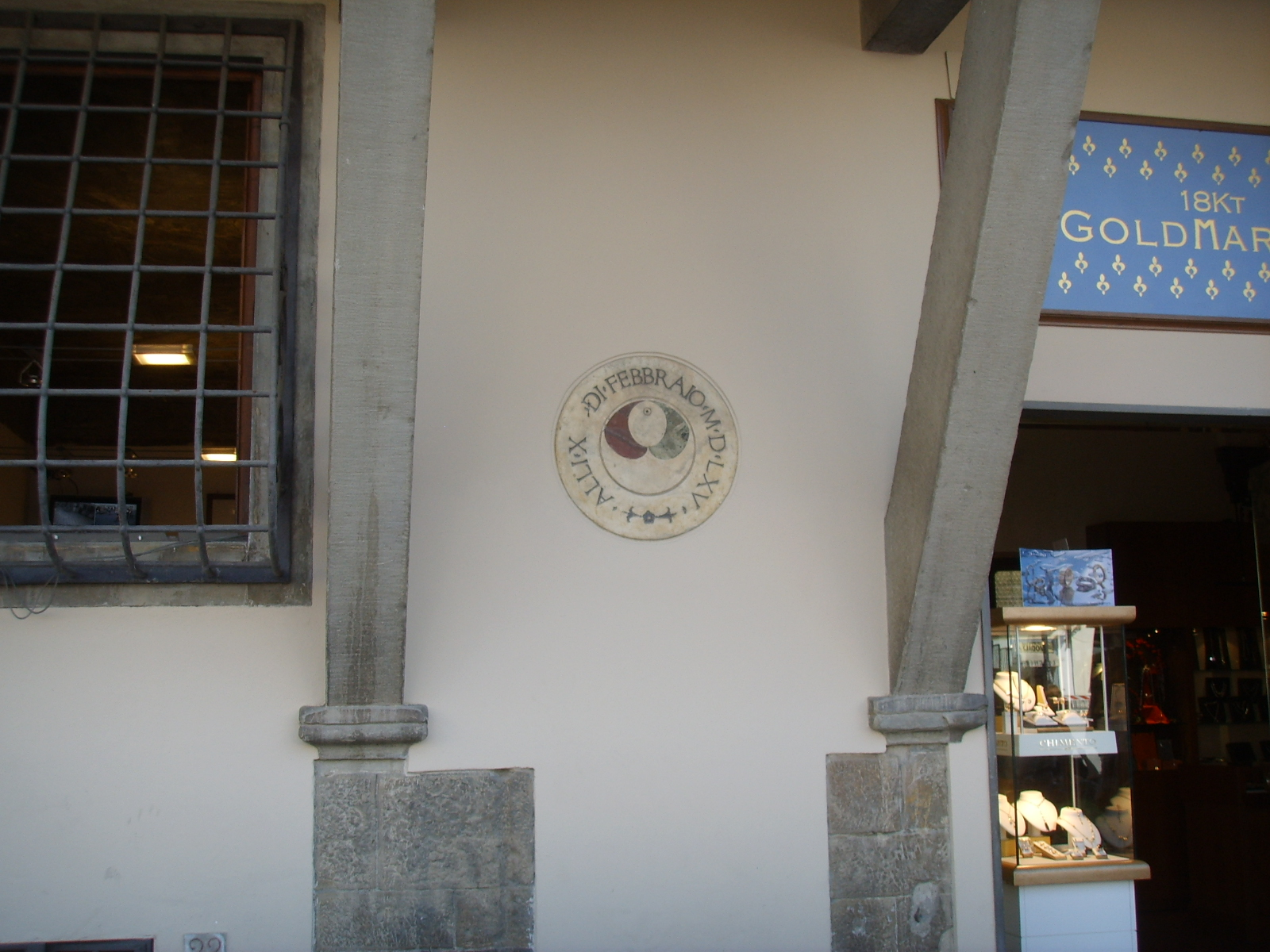
Disco divisorio del campo di gioco in piazza Santa Croce

Se è vero che per quasi duecento anni non si hanno notizie di partite organizzate, è altresì vero che questo sport era rimasto vivo nella memoria collettiva dei fiorentini.
Questi ultimi infatti, sebbene lontani dalle grandi piazze e dai fasti medievali, continuarono a praticarlo nei propri rioni e quartieri, contribuendo così a forgiare quello che sarebbe diventato secondo il motto popolare “lo spirito moderno del calcio antico”.
La partita che diede il via alla rinascita del gioco nel XX secolo si giocò il 4 maggio del 1930 quando, per la ricorrenza del quattro centenario dall'Assedio di Firenze, su iniziativa del gerarca fascista Alessandro Pavolini, vennero organizzate due partite ogni anno, una a maggio e una a giugno, tra Verdi "di qua d'Arno" e Bianchi "di là d'Arno"; da allora il Calcio fiorentino è andato riaffermandosi fino a divenire con gli anni la manifestazione rievocativa più importante di Firenze.
Dal 1952, si svolsero puntualmente fra le secolari mura cittadine le sfide fra i calcianti dei quattro quartieri storici di Firenze: 
- i Bianchi di Santo Spirito,
- gli Azzurri di Santa Croce,
- i Rossi di Santa Maria Novella,
- i Verdi di San Giovanni.

Stemma dei Bianchi di Santo Spirito
Stemma degli Azzurri di Santa Croce
Stemma dei Rossi di Santa Maria Novella
Stemma dei Verdi di San Giovanni

L'interruzione durante il periodo bellico riguardò gli anni 1940, 1941 e 1943-1946; nel 1942 si effettuò invece una partita (24 giugno), in cui i rossi sconfissero i bianchi per 1½ a 1.
Attualmente le tre partite, due eliminatorie e la finale, si svolgono nel mese di giugno in occasione degli annuali festeggiamenti del santo patrono in piazza Santa Croce.
In alcune occasioni particolari il calcio fiorentino è stato giocato anche in altre città, per esempio il 28 agosto 1960, quando si giocò a Roma, a piazza di Siena, in occasione delle olimpiadi, oppure il 12 ottobre 1976 quando una partita venne effettuata a New York nell'ambito delle manifestazioni del Columbus Day. Il 3 luglio 1998 un incontro si disputò nella Place Bellecour di Lione in occasione dei mondiali di calcio.

## Le regole

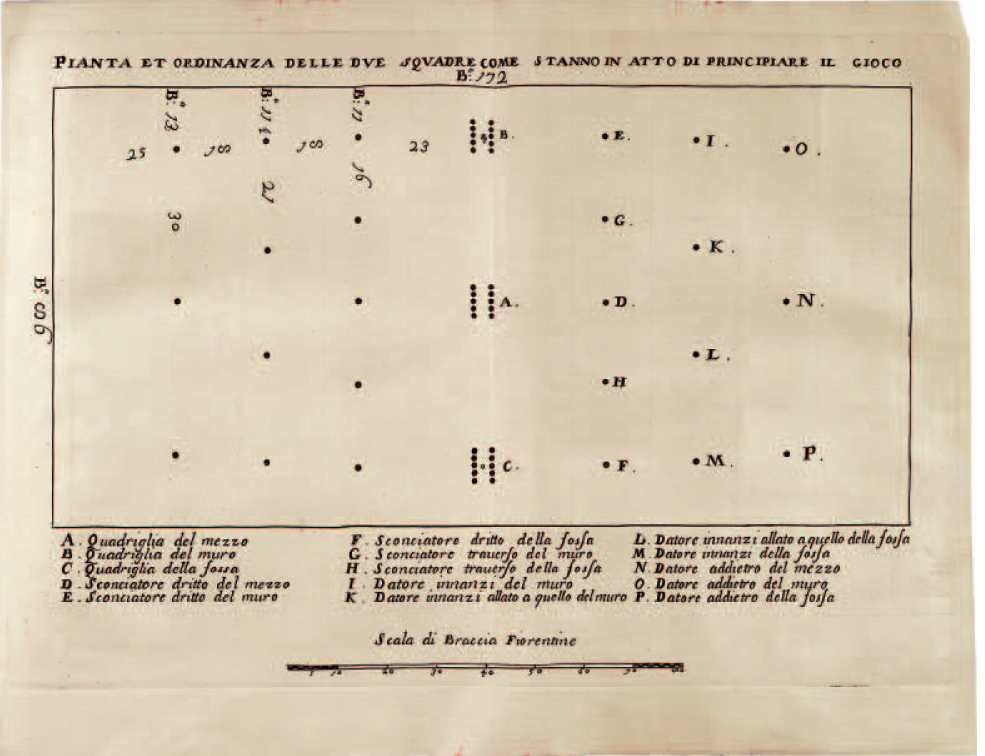
Lo schema delle squadre all'inizio della partita, con descrizione dei diversi ruoli (Da: Bini 1688)

Il regolamento di un gioco così antico come il calcio fiorentino ha subito notevoli mutamenti nei secoli; ai giorni nostri però si gioca con delle regole ben precise che si rifanno a quelle del XVI secolo.

### Le regole cinquecentesche

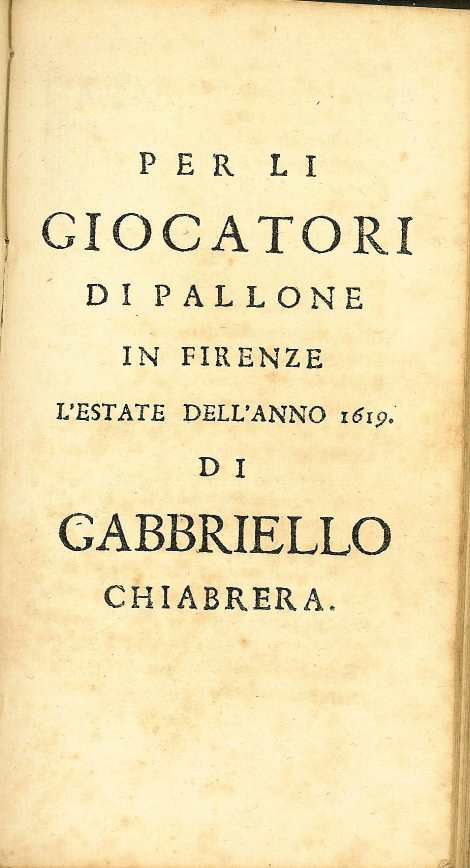
Titolo
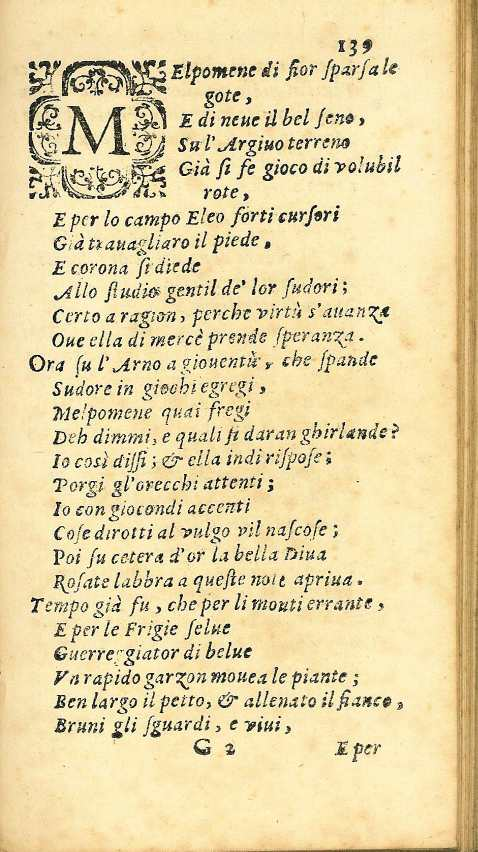
p.139
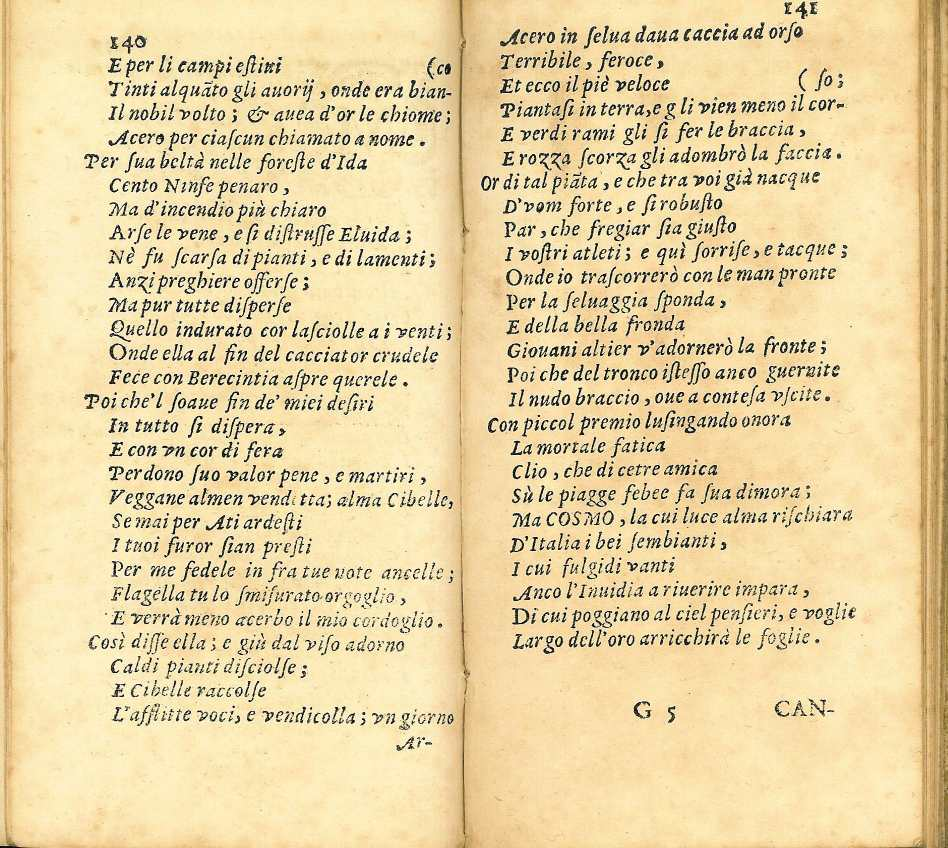
pp.140-141 "Ma COSMO, la cui luce alma rischiara / D'Italia i bei sembianti..." Allusione a Cosimo II

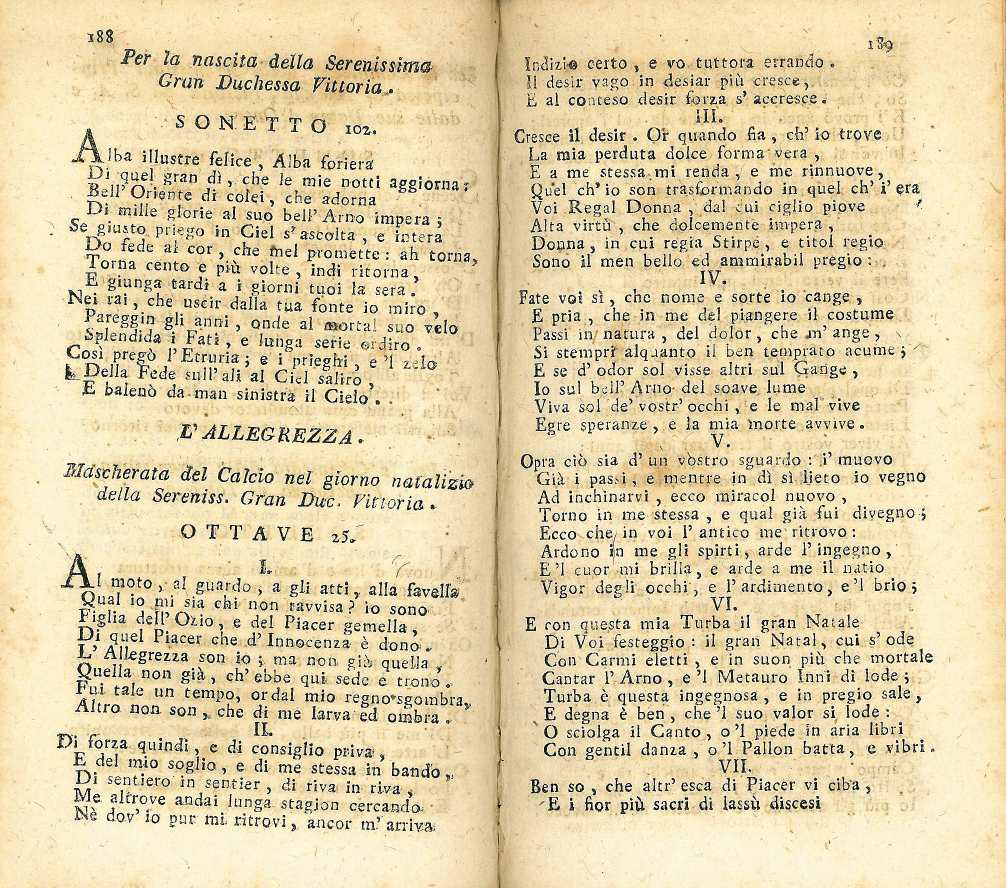
p.188-189
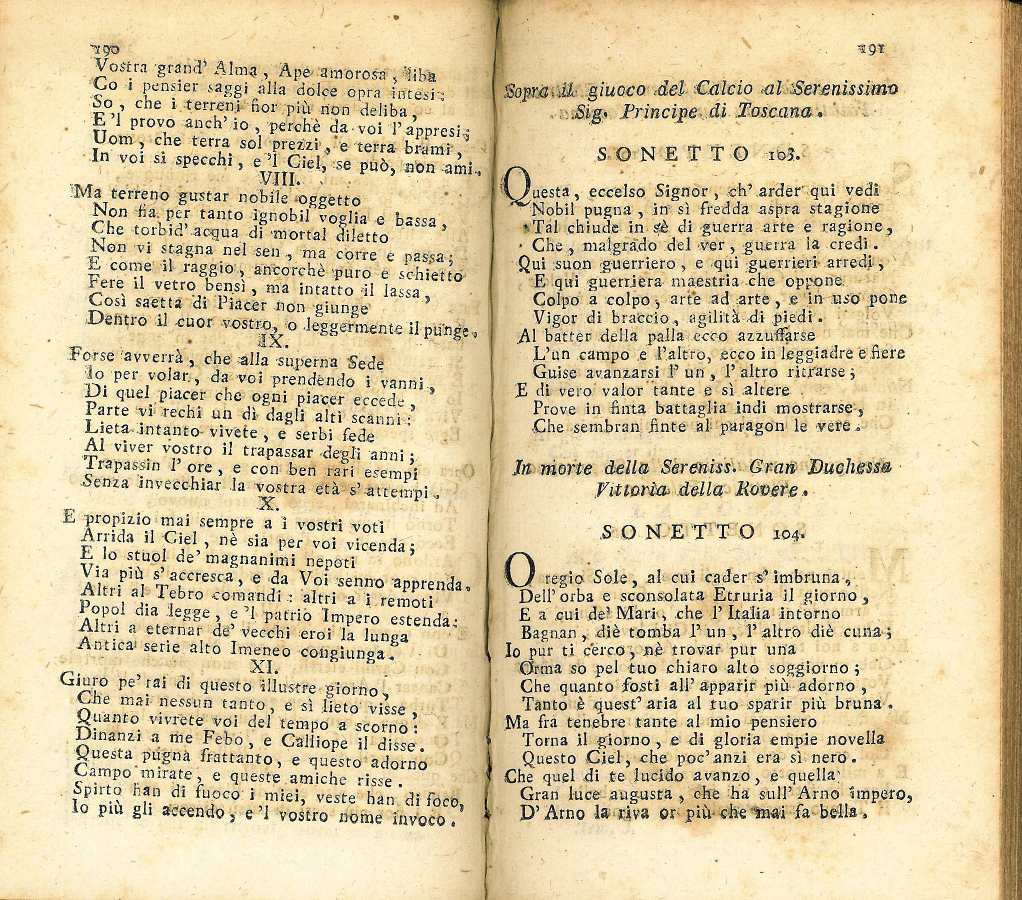
p.190-191 "Spirto han di fuoco i miei, veste han di foco...": Il Filicaja tifava per i rossi.

Le regole in vigore nel tardo Cinquecento sono state riassunte in un regolamento di 33 articoli (“Capitoli”) da Giovanni de' Bardi (1580):
1. Teatro del Calcio sia la piazza di S. Croce.
2. Dal giorno sesto di gennaio fino a tutto il Carnevale, sia il campo conceduto agli esercizi del Calcio.
3. Ciascun dì verso la sera, al suono delle Trombe compariscano in campo i Giocatori.
4. Qualunque Gentiluomo, o Signore vuole la prima volta esercitarsi nel giuoco: siasi avanti rassegnato al Provveditore.
5. Facciasi cerchio, e corona in mezzo al Teatro con pigliarsi per mano i Giuocatori; acciò dal Provveditore, e da quei, che saranno da lui a tale effetto invitati, siano scelte le squadre, e ciascuno inviato al posto, ed uficio destinatoli.
6. Nel Calcio diviso, il numero de' Giuocatori sia di 27 per parte, da distribuirsi in 5 Sconciatori, 7 Datori, che quattro innanzi, e tre addietro: e quindici corridori in tre quadriglie: tutti per combattere ne' luoghi ed ordini soliti, e consueti del Giuoco.
7. I Giuocatori siano a tal fine trascelti, e descritti nella lista, né aggiugnere vi se ne possa, o mutarne.
8. In vece de' Mancanti, prima di cominciar la battaglia, proponga il Provveditore gli scambi; I Giudici gli eleggano.
9. Escano le Schiere in campo all'ora concordata.
10. Nella comparsa i Primi siano i Trombetti, Secondi i Tamburini, poi comincino a venire gli Innanzi più Giovani, a coppie, di maniera che a guisa di scacchiere nella prima coppia a man dritta sia l'Innanzi dell'un colore, nella seconda dell'altro, nella terza come nella prima, seguendo coll'ordine predetto di mano in mano. Dopo tutti gli Innanzi vengano gli Alfieri a' quali nuovi tamburi marcino avanti. Appresso loro seguano gli Sconciatori. Dietro questi i Datori innanzi, de' quali quelli del muro portino in mano la palla. Per ultimi succedano i Datori indietro.
11. Quel degli Alfieri cui la sorte averà eletto sia alla destra.
12. Girata una volta la piazza, le insegne diansi in mano de' Giudici. Nelle livree più solenni, e nelle disfide si consegnino a i Soldati della Guardia del Sereniss. Granduca Nostro Signore, per tenersi ciascuna d'avanti al proprio Padiglione.
13. Pur nelle livree, e Disfide, il Maestro di Campo, colle Trombe, e i Tamburi avanti, vada il primiero, seguito dagli innanzi del suo colore a coppie, precedenti tutti l'Alfiere, il quale colle genti di suo servizio d'attorno porti l'insegna, seguito poi dagli Sconciatori, e Datori: uscendo di così in ordinanza, ciascuna schiera di per se dal proprio Padiglione, giri sulla man destra tutto il Teatro fino al luogo donde prima partì.
14. In luogo alto, e sublime, sì che è veggano tutta la piazza, seggano I Giudici. Siano eletti di comun consenso, né concordandosi, de' proposti dalle Parti in numero uguale, pongansi alla ventura.
15. Al primo tocco della Tromba, che faran sonare i Giudici si ritirino tutte le genti di servizio, lasciando libero il campo.
16. Al secondo, vadano i giuocatori a pigliare i lor posti.
17. Al terzo, il pallaio vestito d'amendue i colori, dalla banda del muro rincontro al segno di Marmo, giustamente batta la palla.
18. Coll'istesso ordine si cammini, sempre, che per essersi fatta la caccia, o il fallo, debba darsi nuovo principio al giuoco.
19. Il Pallaio gli ordini de Giudici prontamente, eseguendo sempre, e dovunque bisogno ne sia, la palla rimetta.
20. Uscendo la palla de gli steccati portata dalla furia de' Corridori rimettasi per terra in quel luogo dond'ella uscì.
21. Uscendo la medesima de gli steccati per mano del Datore, (mentre non sia caccia, né fallo) se i Corridori vi saran giunti in tempo, che potessero al nemico Datore impedirne il riscatto, rimettasi quivi per terra; ma non sendo arrivati in tempo, diasi in mano al Dator più vicino, ed allora i Corridori tornino dentro a gli Sconciatori a' lor luoghi ed ufici, senza perder però l'avvantaggio della piazza già guadagnata.
22. Sia vinta la caccia sempre, che la palla spinta con calcio, o pugno esca di posta fuora degli ultimi steccati avversarj di fronte.
23. Sia sempre fallo, che la palla sia scagliata, o datole a mano aperta, sì che ella così percossa s'alzi oltre l'ordinaria statura di un uomo.
24. Sia fallo eziandio, quando la palla resti di posta fuora dell'ultimo steccato dalla banda della fossa.
25. Se la palla esca di posta fuori dello steccato verso gl'angoli della Fossa, la linea diagonale della piazza prolungata distinguerà se sia Fallo, o Caccia.
26. Due falli, in disfavore di chi gli fé, vagliano quanto una caccia.
27. Vinta la caccia, cambisi posto. Alle disfide nel mutar luogo l'Insegna vincente sia portata per tutto alta, e distesa, la perdente fino a mezzo bassa, e raccolta.
28. Rompendosi la palla da' Corridori, che fossero stati, nell'atto del darle, già fuora degli Sconciatori, s'intenda esser mal giuoco, e da' Giudici si determini ciò, che sia di ragione.
29. Nell'interpretare, ed eseguire i presenti Capitoli, ed in ciò, a che per essi non si provede, sovrana sia l'autorità de' Giudici, e da loro se ne attenda presta, ed inappellabil sentenza.
30. Vincansi le deliberazioni fra loro, colla pluralità de' voti.
31. Un giuocatore per parte, e nella disfida Mastro di campo, e non altri, abbiano autorità di disputare d'avanti a' Giudici tutte le differenze occorrenti.
32. Sia spirato il termine, e finita la giornata allo sparo, che sarà fatto d'un mastio subito sentite le 24 dell'oriuol maggiore.
33. Sia la vittoria di quella parte, che avrà più volte guadagnata la caccia, ed allora le insegne siano dell'Alfiere vincitore: ed in caso di parità ciascuno riabbia la sua.

### Il regolamento moderno

Il Capitano nobile degli Azzurri, il Conte Gian Raffaello Gherardini, nel 1966 durante la sfilata del calcio storico fiorentino

#### Prima della partita
Al giorno d'oggi il gioco cerca di ricalcare, almeno nelle grandi linee, quello che si desume dalle regole del Bardi e da altri testi scritti quando il gioco era praticato regolarmente.
Le partite hanno una durata di cinquanta minuti e si disputano su di un campo rettangolare ricoperto di rena; una linea bianca divide il campo in due quadrati identici e sui due lati del fondo viene montata una rete della misura di tutta la larghezza del campo e sorretta da semicerchi metallici sovrastante la palizzata che circonda l'intero perimetro di gioco.
Su questo terreno si affrontano due squadre composte da ventisette calcianti per parte.
I ventisette calcianti si dividono nei seguenti ruoli: quattro Datori Indietro (portieri), tre Datori Innanzi (terzini), cinque Sconciatori (mediani), quindici Innanzi o Corridori (attaccanti).
Al centro della rete di fondo viene montata la tenda del Capitano e dell'Alfiere che hanno il compito di intervenire nelle risse per pacificare gli animi dei propri calcianti.
L'incontro viene diretto dal Giudice Arbitro, coadiuvato da sei Segnalinee e dal Giudice Commissario che risiede però fuori campo.
Al di sopra di tutti c'è Il Maestro di Campo che sorveglia lo svolgersi regolare della partita e interviene per ristabilire l'ordine e mantenere la disciplina in caso di zuffe sul terreno di gioco.

#### Durante la partita
La partita ha inizio con il lancio del pallone da parte del Pallaio sulla linea centrale e la seguente "sparata" delle colubrine che salutano l'apertura delle ostilità.
Da questo momento in poi i calcianti delle due squadre cercheranno (con qualunque mezzo) di portare il pallone fino al fondo del campo avversario e farlo cadere nella rete oltre il parapetto che segna la fine del campo opposto, segnando così una "caccia" (goal).
È importante tirare con molta precisione poiché, qualora la palla finisse al di sopra della rete si assegna mezza caccia alla squadra avversaria, a meno che non vi sia stata una deviazione da parte dei difensori, nel qual caso si assegna mezza caccia agli attaccanti. Ad ogni segnatura di caccia le squadre scambiano il campo.
La vincitrice sarà la squadra che al termine dei 50 minuti di gioco avrà segnato il maggior numero di cacce. Nel caso in cui la partita, al termine dei 50 minuti, fosse in parità il gioco verrà interrotto, le squadre invertiranno il campo e la partita riprenderà con una rimessa in gioco da parte del pallaio e andrà avanti fino a quando una delle due squadra segnerà almeno mezza caccia.
Si può atterrare l'avversario mediante placcaggio. Nella partita sono ammessi scontri fisici 1 contro 1 solo se i giocatori interessati dimostrano entrambi di aver accettato lo scontro: questo avviene per lo più a centro campo, e può riguardare il 50%-60% dei calcianti in campo. Sono vietati scontri tra un numero maggiore di calcianti e non si può colpire un uomo atterrato da placcaggio, tuttavia si può tentare di immobilizzarlo.

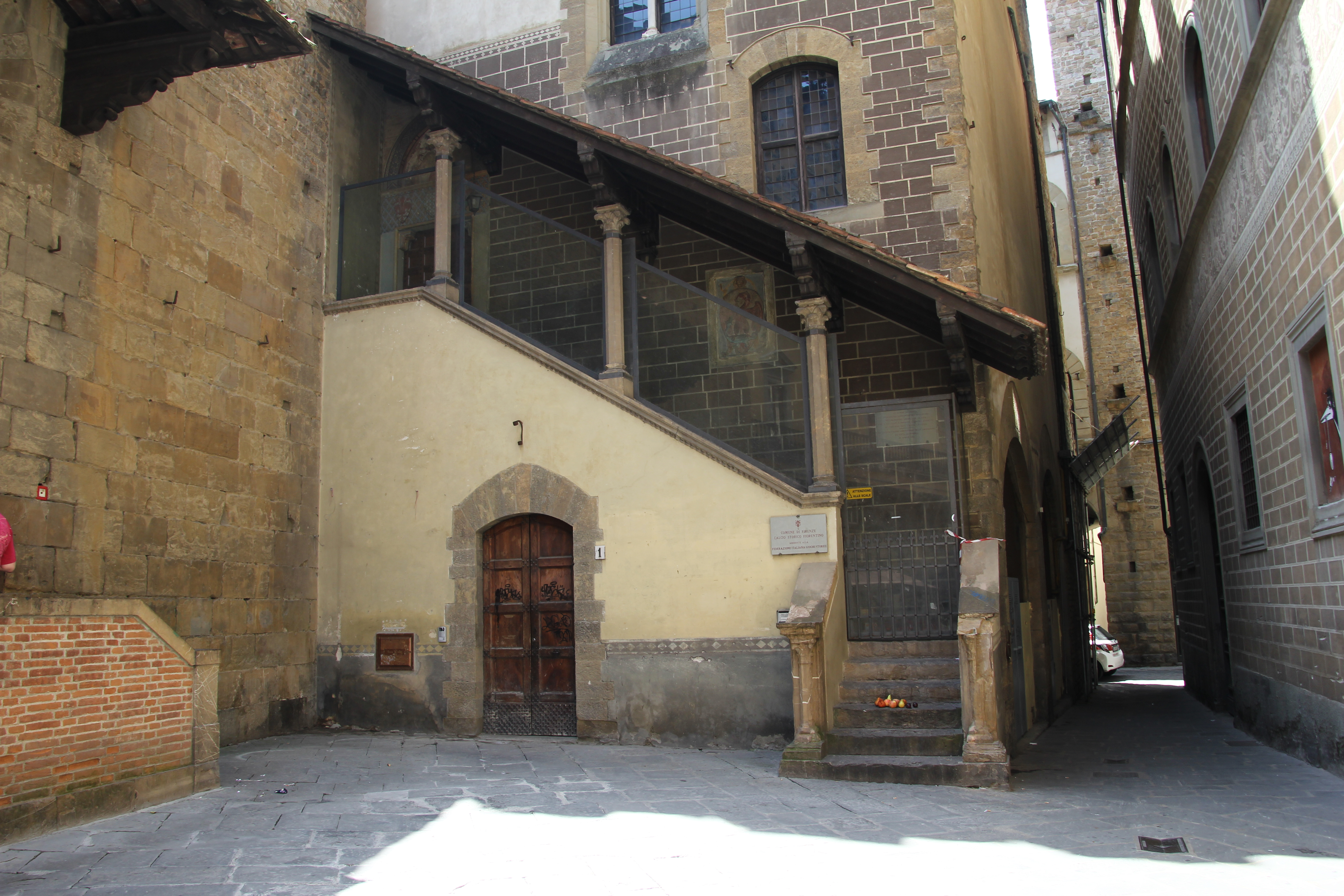
L'antica sede del calcio storico fiorentino

Particolare interessante è anche il premio: oltre al palio infatti, mentre i musici del calcio storico fiorentino intonano l'inno della vittoria, il Maestro di Campo consegna simbolicamente una vitella di razza chianina con le corna e gli zoccoli dorati alla squadra vincitrice del torneo.

## I campi di gioco
Nel calcio fiorentino qualsiasi spazio aperto poteva essere utilizzato come campo di gioco dove improvvisare partite più o meno importanti.
Durante il periodo di sua massima popolarità, il calcio era talmente diffuso che dovettero essere presi provvedimenti per garantire la tranquillità degli abitanti, vietandone la pratica in luoghi dove potessero risultare particolarmente molesti. Ancora oggi è possibile osservare, in diversi punti di Firenze, lapidi murate in cui è riportato tale divieto. Una di queste scritte, risalente al 1645 (via Dante Alighieri), recita: “Li Sig. Otto proibiscono il gioco di palla pallottole et ogni altro strepitoso vicino alla Badia a braccia venti sotto pene rigorose”.
Tuttavia, se si escludono occasioni eccezionali come le partite giocate sull'Arno ghiacciato, le zone preferite per giocare restavano le grandi piazze della città.
In particolare erano quattro i campi di gioco preferiti dai fiorentini: piazza Santo Spirito, piazza Santa Maria Novella, Il Prato (nell'ampio spazio presso la omonima porta) e piazza Santa Croce che veniva considerato, dopo i fatti del 1530, il campo più prestigioso, dove appunto si svolgevano le partite di grande importanza e dove tuttora viene giocato il Torneo dei Quattro Quartieri.
Un disco di marmo con la data 10 febbraio 1565, collocato sotto la terza finestra da sinistra del Palazzo dell'Antella segna la metà del lato sud, ed è lanciando la palla contro questo segnale che il pallaio segnava l'inizio del gioco.
Le dimensioni del campo di gioco, secondo le indicazioni del Bardi, erano di 172 × 86 braccia fiorentine, vale a dire un rettangolo con i lati lunghi doppi di quelli brevi, così che ogni metà del campo era un quadrato di 86 braccia. Al loro interno, i giocatori andavano disposti in maniera ordinata e geometrica:
- i 5 sconciatori, posti a 25 braccia dal centrocampo, si tenevano a una distanza di 16 braccia l'uno dall'altro, lasciando 11 braccia tra quelli all'esterno e lo steccato laterale;
- i 4 datori innanzi, schierati su una linea arretrata di 18 braccia rispetto a quella degli sconciatori, mantenevano 21 braccia di distanza l'uno dall'altro, lasciando 11 braccia e mezzo ai due lati;
- i 3 datori indietro, arretrati di altre 18 braccia rispetto ai datori innanzi (e quindi a 25 braccia dalla linea di fondo), erano a una distanza di 30 braccia l'uno dall'altro e lasciavano 13 braccia tra i più esterni e lo steccato laterale;
- i 15 innanzi, invece, venivano posti a ridosso della linea di metà campo, divisi in tre schiere. Il Bardi ricordava che in epoche precedenti non erano divisi così ma venivano allineati lungo tutta la linea mediana, lasciandone due, detti "giocare alle riscosse", liberi di posizionarsi fuori dallo schieramento e di giocare come preferivano.

## Le partite celebri

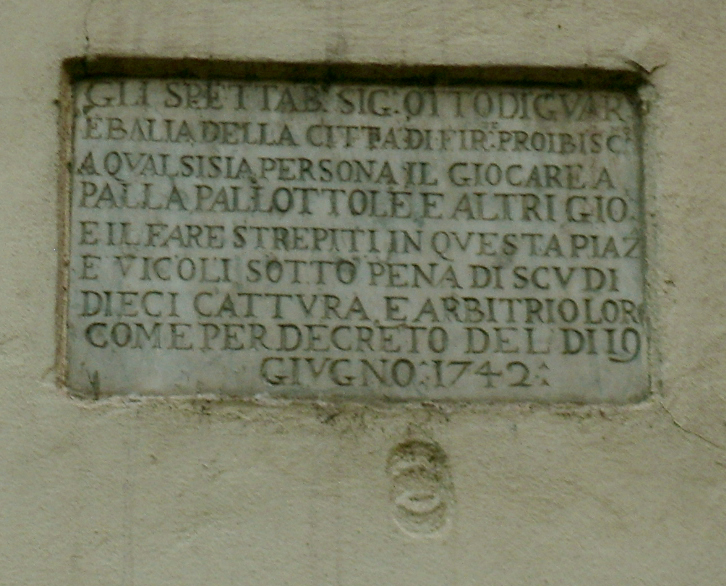
Una delle lapidi col divieto del gioco
piazza del Giglio, giugno 1742

Sono molte le partite passate alla storia, vuoi per il contesto in cui sono state giocate, vuoi per i fatti avvenuti durante il loro svolgimento e riportati dalle cronache del tempo oppure soltanto per le personalità illustri che vi presero parte.
Ma La partita per eccellenza, alla quale le moderne edizioni si richiamano, è la "Partita Dell'Assedio" che fu giocata il 17 febbraio 1530 durante l'assedio della città.
I fiorentini, approfittando del sacco di Roma effettuato dall'esercito imperiale nel 1527, avevano cacciato i Medici e proclamato nuovamente la Repubblica.
La cosa non era piaciuta a Papa Clemente VII (della famiglia Medici) che aveva chiesto l'intervento dell'imperatore Carlo V, il quale cinse di assedio la città nell'estate del 1529. I fiorentini, ormai stremati dalla scarsità del cibo, decisero di non rinunciare però ai festeggiamenti del Carnevale e addirittura, in segno di sfida verso gli assedianti, vollero organizzare una partita di calcio nella piazza di Santa Croce, che per la sua posizione era ben visibile dalle truppe nemiche accampate sulle colline circostanti.
Per ridicolizzare maggiormente gli avversari, un gruppo di musici si mise a suonare sul tetto della chiesa cosicché gli imperiali avessero un'idea più chiara di ciò che stava succedendo.
D'improvviso una palla di cannone dalle batterie assedianti fu sparata verso la piazza ma questa volò sopra le teste dei musici e andò a finire oltre la chiesa non facendo alcun danno, accolta dallo scherno della folla e dagli squilli delle trombe fiorentine.
Non si hanno notizie dei vincitori di quella partita, probabilmente perché fu sentita più come uno sforzo collettivo contro il nemico che come un torneo vero e proprio.
Nonostante il coraggio dimostrato però, nell'estate dello stesso anno, la città fu costretta ad arrendersi e il dominio dei Medici riprese.
Altre partite riportate dalle cronache del tempo e degne di nota sono:
- 1490 - Si giocò eccezionalmente sull'Arno ghiacciato[32].
- 1570 - Si giocò a Roma nelle terme di Diocleziano in occasione della nomina a granduca di Cosimo I de' Medici[33].
- 1575 - Partita giocata a Lione, organizzata dai mercanti fiorentini in onore del re Enrico III di passaggio da quella città[34].
- 1584 - Partita di Calcio giocata il 19 aprile in onore di Eleonora de' Medici e Vincenzo I Gonzaga[35]. Oltre alla partita venne organizzata anche una corrida[36]. A impressionare però è il numero degli spettatori che assistettero all'evento: oltre quarantamila[37].
- 1605 - Si giocò ancora una volta sull'Arno ghiacciato dal 24 dicembre al 20 febbraio[38].
- 1650 - Partita giocata il 20 febbraio fra le squadre rivali dei Piacevoli (di colore “scarnatino”) e dei Piattelli (di colore “mavì”[39]). Vinsero i Piattelli ma le cronache del tempo parlano della partita come di uno scontro epico, più simile a una vera e propria battaglia sia in campo che fuori[40].
- 1681 - Durante lo svolgimento della partita del 17 gennaio Francesco di Carlo Gerini venne assassinato da Filippo di Piero Strozzi nelle immediate vicinanze del campo[41].
- 1689 - Si giocò per festeggiare le nozze di Ferdinando de' Medici e Violante Beatrice di Baviera. La partita è passata agli annali però per il fatto che a sfidarsi furono una rappresentativa europea contro una asiatica[42].
- 1766 - Una partita ebbe luogo a Livorno, in occasione della venuta delle altezze granducali Pietro Leopoldo I e Maria Luisa. Alla partita, offerta dai numerosi mercanti inglesi presenti in quella città, assisté il console britannico John Dick[43]. Più che la bellezza del gioco - apparso anzi deludente sia per la inesperienza dei giocatori sia per il regolamento che escludeva contatti fisici troppo robusti - chi vi assisté lodò la magnificenza delle uniformi di gioco (di raso rosa per una squadra e azzurro per l'altra), costate oltre mille sterline.[44].

## I calcianti celebri

Il granduca Cosimo I, uno dei membri della famiglia Medici che si cimentarono con il gioco

Se per le partite comuni i calcianti venivano solitamente scelti in piazza al momento di giocare, in quelle ufficiali o organizzate per qualche ricorrenza particolare la scelta dei componenti delle squadre veniva meticolosamente fatta mesi prima nei palazzi dei principali gentiluomini della città.
Era cosa frequente quindi che in campo scendessero vere e proprie personalità del tempo che, per sfida o per passione, vollero cimentarsi di persona in questo sport.
Tra i personaggi più illustri che praticarono il gioco del calcio vi furono:
- Piero II de' Medici, figlio di Lorenzo il Magnifico[46]
- Lorenzo II de' Medici, duca d'Urbino
- Alessandro de' Medici, duca di Firenze
- Cosimo I de' Medici, granduca di Toscana
- Francesco I de' Medici, granduca di Toscana
- Vincenzo Gonzaga, duca di Mantova
- Cosimo II de' Medici, granduca di Toscana (citato nella poesia del Chiabrera sopra riportata)
- Lorenzo e Francesco, figli del granduca Ferdinando I de' Medici
- Enrico, principe di Condé
- Giovan Carlo e Mattia, figli del granduca Cosimo II
- Giulio de' Medici, Papa Clemente VII
- Alessandro de' Medici, Papa Leone XI
- Maffeo Barberini, Papa Urbano VIII

## Attualità

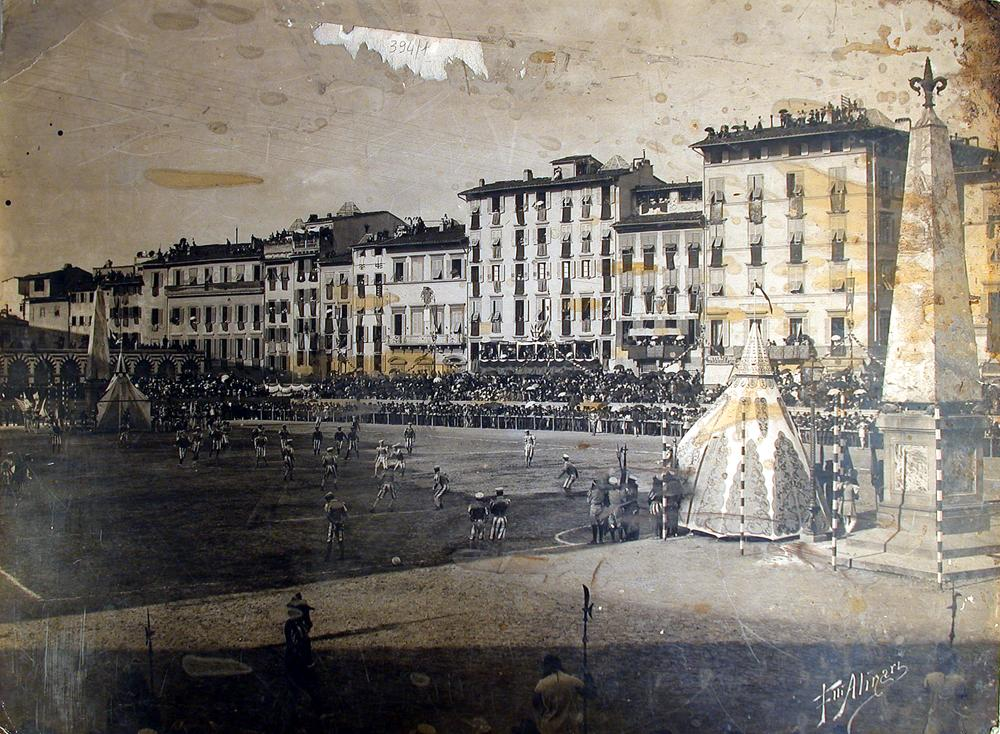
Una fase della partita del 1902

La prima partita di calcio in costume del XX secolo fornì lo spunto per una delle prime “telecronache” della nascente cinematografia. Il ferrarese Rodolfo Remondini, pioniere della cinematografia, filmò infatti alcune fasi della partita del 23 maggio 1902 in piazza S. Maria Novella, ed il film così realizzato venne proiettato il successivo 3 giugno 1902 a Firenze nella sala Edison (Bernardi 2002: 50).
Nel 1930 si riprese con continuità a giocare il Calcio e il 4 maggio si giocò la prima partita dell'era moderna. Lo studio storico per il recupero delle regole di gioco, del disegno degli abiti storici e dell'organizzazione fu affidato ad Alfredo Lensi, architetto e capo dell'ufficio Belle Arti del Comune di Firenze. (AA.VV., Alfredo Lensi e la ripresa del calcio fiorentino, edizioni dell'assemblea, consiglio regionale della Toscana, Firenze, 2013)
La prima partita si giocò con le seguenti
REGOLE PRINCIPALI DEL GIOCO
- Ogni squadra si compone di 27 giocatori così suddivisi: N. 3 Datori indietro - N. 4 Datori innanzi - N. 5 Sconciatori - N. 15 Innanzi divisi in tre gruppi.
- Il gioco consiste nel far passare la palla oltre gli steccati di fondo. Ciò che chiamasi vincere la caccia. Alla fine del gioco la squadra che avrà più volte vinto la caccia sarà dichiarata vincitrice.
- La palla può esser giocata con i piedi e con le mani.
- Ogni giocatore può trattenere in mano la palla senza limite di tempo, e può percorrere con essa tutto il campo.
- I giocatori possono usare tutti i mezzi, purché essi non siano violenti, per cercare di togliere la palla all’avversario.
- La palla non può esser scagliata oltre lo steccato di fondo per vincere la caccia altro che con il piede o il pugno chiuso.
- Se la palla viene gettata oltre lo steccato in altra maniera viene addebitata una palla alla squadra del giocatore che l’ha gettata.
- Parimenti viene considerato fallo gettare la palla oltre lo steccato ad una altezza superiore a quella di un uomo e gettarla oltre lo steccato quando fra lo steccato stesso ed il giocatore che tira non vi siano per lo meno due giocatori avversari.
- Due falli valgono quanto una caccia in sfavore di chi li ha fatti. Uscendo la palla da gli steccati laterali viene rimessa in campo da un giocatore della squadra avversaria di chi ve l’avrà fatta uscire nel punto dal quale essa è sortita.
- Il gioco dura cinquanta minuti senza interruzione alcuna.
- Però dopo ogni caccia le squadre devono cambiare campo. (Lo storico gioco del calcio, Firenze 1930, opuscolo per la ricorrenza del quarto centenario dall'Assedio di Firenze)

Il calcio in costume è sempre stato caratterizzato da un forte agonismo (già il Filicaja rilevava «e di vero valor tante e sì altere / prove in finta battaglia indi mostrarse, / che sembran finte al paragon le vere») che talvolta sconfina in violente risse al di là di ogni regolamento.
Questa caratteristica non è scomparsa col tempo: l'11 giugno 2006, il primo incontro del torneo 2006, tra la squadra dei Bianchi (del quartiere di Santo Spirito) e quella degli Azzurri (di Santa Croce) fu sospeso subito dopo l'inizio a causa dei pestaggi che avevano trasformato la partita in una vera e propria rissa. La gravità del fatto costrinse la giunta comunale ad annullare l'intero torneo 2006. Anche il torneo che doveva svolgersi ad aprile 2007 fu annullato, perché non c'erano sufficienti garanzie di sicurezza.

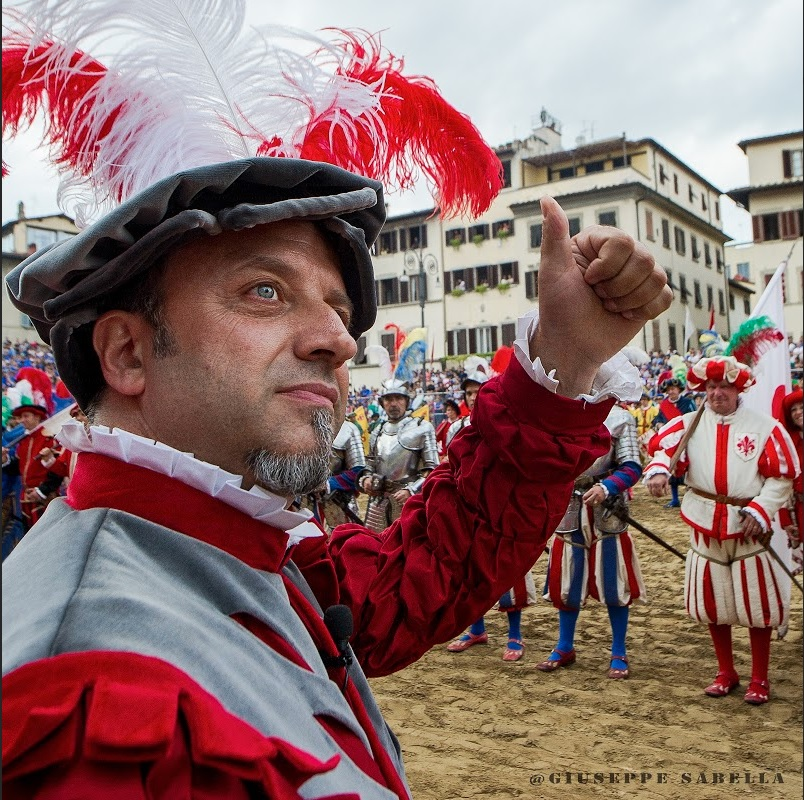
L'attuale direttore Filippo Giovannelli Checcacci

Nel 2008 la manifestazione sportiva fu reintrodotta con delle modifiche delle regole di gioco per garantire un regolare svolgimento ed evitare risse incontrollate: i calcianti ora devono avere meno di 40 anni e non devono aver riportato condanne penali gravi (ad es. per omicidio). Queste regole portarono nella riedizione del torneo 2008 a un agonismo più leale, senza risse gravi. La semifinale fra Azzurri e Bianchi, vinta dai primi per 5 a 3½, inaugurò il torneo; i verdi non parteciparono per protesta verso le nuove regole e così i rossi andarono direttamente in finale. La finale si svolse fra gli Azzurri e i Rossi e fu vinta da questi ultimi per 9½ a 4. Al termine dell'incontro ci fu persino una specie di “terzo tempo”, con i giocatori che si scambiarono abbracci e strette di mano.
Dal 2008 il Comitato del gioco del Calcio Fiorentino ha deciso di aderire alla FIGeST (Federazione Italiana Giochi e Sport Tradizionali), federazione associata al CONI.
Dal 2011, lo speaker del Calcio Fiorentino che racconta le origini del calcio storico ed illustra i gruppi del corteo Storico della Repubblica Fiorentina al loro ingresso in campo, ed al quale segnala nella foto che tutto è pronto il Capitano di Guardia del Distretto e del Contado Filippo Giovannelli Checcacci, è Andrea Da Roit per tanti anni Tamburino e capogruppo dei Musici.
A causa di un temporale abbattutosi su Firenze nel pomeriggio del 24 giugno 2013, tradizionale data di San Giovanni, viene presa la decisione di rinviare la finale tra i Bianchi di Santo Spirito e gli Azzurri di Santa Croce alla successiva domenica: per la prima volta, una partita del calcio storico viene rinviata per cause di maltempo.
Il 13 giugno 2015, dopo l'avvicendamento all'incarico di Direttore del Corteo Storico della Repubblica Fiorentina e del Calcio Storico Fiorentino, ha esordito durante la partita di semifinale tra i Verdi di San Giovanni e i Rossi di Santa Maria Novella, terminata con il risultato di 3½ a 2½, il nuovo Capitano di Guardia del Distretto e del Contado Filippo Giovannelli Checcacci.
Il colore degli Azzurri di Santa Croce non partecipa al Torneo di San Giovanni 2018 in polemica con l’amministrazione comunale per le decisioni della commissione disciplinare relative alla semifinale Azzurri-Bianchi del Torneo 2017.  Il torneo di quell'anno viene vinto dai Rossi di Santa Maria Novella.
Gli Azzurri tornano a giocare il torneo nel 2019 ma sono ancora i Rossi a vincerlo.
Nell'anno 2020 il torneo non si è svolto a causa della pandemia di COVID-19 in Italia.

## Risultati delle partite dal 1930
| Anno      | Giorno                                                                       | Squadre                                                                       | Punteggio                                                                     | Note | MdC: Maestro di campo GA: Giudice Arbitro |
| --------- | ---------------------------------------------------------------------------- | ----------------------------------------------------------------------------- | ----------------------------------------------------------------------------- | --- | ----------------------------------------- |
| 1930      | 4 maggio                                                                     | Verdi                                                                         | 9                                                                             | Piazza della Signoria |                                           |
| 1930      | 4 maggio                                                                     | Bianchi                                                                       | 8½                                                                            | Piazza della Signoria |                                           |
| 1930      | 24 maggio                                                                    | Verdi                                                                         | 6                                                                             | Piazza della Signoria |                                           |
| 1930      | 24 maggio                                                                    | Bianchi                                                                       | 4½                                                                            | Piazza della Signoria |                                           |
| 1931      | 3 maggio                                                                     | Verdi                                                                         | 6                                                                             | Piazza della Signoria |                                           |
| 1931      | 3 maggio                                                                     | Bianchi                                                                       | 3½                                                                            | Piazza della Signoria |                                           |
| 1931      | 24 giugno                                                                    | Verdi                                                                         | 6                                                                             | Piazza della Signoria |                                           |
| 1931      | 24 giugno                                                                    | Bianchi                                                                       | 4½                                                                            | Piazza della Signoria |                                           |
| 1932      | 3 maggio                                                                     | Bianchi                                                                       | 3½                                                                            | Piazza della Signoria |                                           |
| 1932      | 3 maggio                                                                     | Verdi                                                                         | 1½                                                                            | Piazza della Signoria |                                           |
| 1932      | 24 giugno                                                                    | Bianchi                                                                       | 5                                                                             | Piazza della Signoria |                                           |
| 1932      | 24 giugno                                                                    | Verdi                                                                         | 2½                                                                            | Piazza della Signoria |                                           |
| 1933      | 7 maggio                                                                     | Verdi                                                                         | 3½                                                                            | Piazza della Signoria |                                           |
| 1933      | 7 maggio                                                                     | Bianchi                                                                       | 3                                                                             | Piazza della Signoria |                                           |
| 1933      | 24 giugno                                                                    | Rossi                                                                         | 3                                                                             | Piazza della Signoria |                                           |
| 1933      | 24 giugno                                                                    | Verdi                                                                         | 2½                                                                            | Piazza della Signoria |                                           |
| 1934      | 8 maggio                                                                     | Bianchi                                                                       | 5½                                                                            | Piazza della Signoria |                                           |
| 1934      | 8 maggio                                                                     | Verdi                                                                         | 1                                                                             | Piazza della Signoria |                                           |
| 1934      | 24 giugno                                                                    | Rossi                                                                         | 6                                                                             | Piazza della Signoria |                                           |
| 1934      | 24 giugno                                                                    | Azzurri                                                                       | 1                                                                             | Piazza della Signoria |                                           |
| 1935      | 5 maggio                                                                     | Bianchi                                                                       | 10                                                                            | Piazza della Signoria |                                           |
| 1935      | 5 maggio                                                                     | Azzurri                                                                       | 5½                                                                            | Piazza della Signoria |                                           |
| 1935      | 12 maggio                                                                    | Verdi                                                                         | 2½                                                                            | Piazza della Signoria |                                           |
| 1935      | 12 maggio                                                                    | Rossi                                                                         | 2                                                                             | Piazza della Signoria |                                           |
| 1936      | 10 maggio                                                                    | Verdi                                                                         | 3½                                                                            | Piazza della Signoria |                                           |
| 1936      | 10 maggio                                                                    | Bianchi                                                                       | 2                                                                             | Piazza della Signoria |                                           |
| 1936      | 24 giugno                                                                    | Bianchi                                                                       | 2½                                                                            | Piazza della Signoria |                                           |
| 1936      | 24 giugno                                                                    | Verdi                                                                         | 1½                                                                            | Piazza della Signoria |                                           |
| 1937      | 2 maggio                                                                     | Bianchi                                                                       | 4                                                                             | Piazza della Signoria |                                           |
| 1937      | 2 maggio                                                                     | Azzurri                                                                       | 3½                                                                            | Piazza della Signoria |                                           |
| 1937      | 24 maggio                                                                    | Azzurri                                                                       | 3½                                                                            | Piazza della Signoria |                                           |
| 1937      | 24 maggio                                                                    | Bianchi                                                                       | 2½                                                                            | Piazza della Signoria |                                           |
| 1937      | 24 giugno                                                                    | Azzurri                                                                       | 4½                                                                            | Piazza della Signoria |                                           |
| 1937      | 24 giugno                                                                    | Bianchi                                                                       | 1½                                                                            | Piazza della Signoria |                                           |
| 1938      | 2 maggio                                                                     | Bianchi                                                                       | 3                                                                             | Piazza della Signoria |                                           |
| 1938      | 2 maggio                                                                     | Rossi                                                                         | 2                                                                             | Piazza della Signoria |                                           |
| 1938      | 24 giugno                                                                    | Rossi                                                                         | 1½                                                                            | Piazza della Signoria |                                           |
| 1938      | 24 giugno                                                                    | Bianchi                                                                       | 1½                                                                            | Piazza della Signoria |                                           |
| 1938      | 26 giugno                                                                    | Bianchi                                                                       | 1                                                                             | Piazza della Signoria |                                           |
| 1938      | 26 giugno                                                                    | Rossi                                                                         | 0                                                                             | Piazza della Signoria |                                           |
| 1939      | 7 maggio                                                                     | Verdi                                                                         | 3½                                                                            | Piazza della Signoria |                                           |
| 1939      | 7 maggio                                                                     | Bianchi                                                                       | 1½                                                                            | Piazza della Signoria |                                           |
| 1939      | 24 giugno                                                                    | Bianchi                                                                       | 4½                                                                            | Piazza della Signoria |                                           |
| 1939      | 24 giugno                                                                    | Verdi                                                                         | 1                                                                             | Piazza della Signoria |                                           |
| 1940      | 5 maggio                                                                     | Verdi                                                                         | 2                                                                             | Piazza della Signoria |                                           |
| 1940      | 5 maggio                                                                     | Rossi                                                                         | 1½                                                                            | Piazza della Signoria |                                           |
| 1940      | 24 giugno                                                                    | Partita interrotta e rinviata a data da destinarsi per superiori disposizioni | Partita interrotta e rinviata a data da destinarsi per superiori disposizioni | Partita interrotta e rinviata a data da destinarsi per superiori disposizioni |                                           |
| 1941      | Partite non disputate per cause belliche dovute alla Seconda guerra mondiale | Partite non disputate per cause belliche dovute alla Seconda guerra mondiale  | Partite non disputate per cause belliche dovute alla Seconda guerra mondiale  | Partite non disputate per cause belliche dovute alla Seconda guerra mondiale |                                           |
| 1942      | 29 giugno                                                                    | Bianchi                                                                       | 1                                                                             | |                                           |
| 1942      | 29 giugno                                                                    | Rossi                                                                         | 1½                                                                            | |                                           |
| 1943-1946 | Partite non disputate per cause belliche dovute alla Seconda guerra mondiale | Partite non disputate per cause belliche dovute alla Seconda guerra mondiale  | Partite non disputate per cause belliche dovute alla Seconda guerra mondiale  | Partite non disputate per cause belliche dovute alla Seconda guerra mondiale |                                           |
| 1947      | 15 maggio                                                                    | Bianchi                                                                       | 1                                                                             | |                                           |
| 1947      | 15 maggio                                                                    | Verdi                                                                         | 1                                                                             | |                                           |
| 1947      | 24 giugno                                                                    | Bianchi                                                                       | 1½                                                                            | |                                           |
| 1947      | 24 giugno                                                                    | Verdi                                                                         | 1½                                                                            | |                                           |
| 1947      | 3 agosto                                                                     | Bianchi                                                                       | 1                                                                             | Partita giocata a Praga |                                           |
| 1947      | 3 agosto                                                                     | Verdi                                                                         | 1                                                                             | Partita giocata a Praga |                                           |
| 1948      | 6 maggio                                                                     | Verdi                                                                         | ½                                                                             | |                                           |
| 1948      | 6 maggio                                                                     | Bianchi                                                                       | 0                                                                             | |                                           |
| 1948      | 12 giugno                                                                    | Bianchi                                                                       | 3½                                                                            | Partita giocata a Torino |                                           |
| 1948      | 12 giugno                                                                    | Verdi                                                                         | 2½                                                                            | Partita giocata a Torino |                                           |
| 1949      | 8 maggio                                                                     | Bianchi                                                                       | 1½                                                                            | |                                           |
| 1949      | 8 maggio                                                                     | Verdi                                                                         | 1                                                                             | |                                           |
| 1950      | 14 maggio                                                                    | Bianchi                                                                       | 3                                                                             | Piazza della Signoria |                                           |
| 1950      | 14 maggio                                                                    | Verdi                                                                         | 2                                                                             | Piazza della Signoria |                                           |
| 1950      | 29 giugno                                                                    | Verdi                                                                         | 2½                                                                            | Piazza della Signoria |                                           |
| 1950      | 29 giugno                                                                    | Bianchi                                                                       | 2                                                                             | Piazza della Signoria |                                           |
| 1951      | 13 maggio                                                                    | Verdi                                                                         | 2½                                                                            | Piazza della Signoria |                                           |
| 1951      | 13 maggio                                                                    | Bianchi                                                                       | 1½                                                                            | Piazza della Signoria |                                           |
| 1952      | 17 maggio                                                                    | Azzurri                                                                       | 7                                                                             | Anfiteatro Giardino di Boboli |                                           |
| 1952      | 17 maggio                                                                    | Bianchi                                                                       | 2½                                                                            | Anfiteatro Giardino di Boboli |                                           |
| 1952      | 24 giugno                                                                    | Rossi                                                                         | 3                                                                             | Piazza della Signoria |                                           |
| 1952      | 24 giugno                                                                    | Verdi                                                                         | ½                                                                             | Piazza della Signoria |                                           |
| 1952      | 28 giugno                                                                    | Azzurri                                                                       | 2                                                                             | Piazza della Signoria |                                           |
| 1952      | 28 giugno                                                                    | Rossi                                                                         | 1½                                                                            | Piazza della Signoria |                                           |
| 1953      | 10 maggio                                                                    | Rossi                                                                         | 4                                                                             | Anfiteatro Giardino di Boboli |                                           |
| 1953      | 10 maggio                                                                    | Verdi                                                                         | 3                                                                             | Anfiteatro Giardino di Boboli |                                           |
| 1953      | 24 giugno                                                                    | Bianchi                                                                       | 4½                                                                            | Piazza della Signoria |                                           |
| 1953      | 24 giugno                                                                    | Azzurri                                                                       | 4                                                                             | Piazza della Signoria |                                           |
| 1953      | 28 giugno                                                                    | Rossi                                                                         | 4½                                                                            | Piazza della Signoria |                                           |
| 1953      | 28 giugno                                                                    | Bianchi                                                                       | 2                                                                             | Piazza della Signoria |                                           |
| 1954      | 9 maggio                                                                     | Bianchi                                                                       | 6                                                                             | Anfiteatro Giardino di Boboli |                                           |
| 1954      | 9 maggio                                                                     | Verdi                                                                         | 3½                                                                            | Anfiteatro Giardino di Boboli |                                           |
| 1954      | 24 giugno                                                                    | Azzurri                                                                       | 5                                                                             | Piazza della Signoria |                                           |
| 1954      | 24 giugno                                                                    | Rossi                                                                         | 1½                                                                            | Piazza della Signoria |                                           |
| 1954      | 28 giugno                                                                    | Bianchi                                                                       | 4½                                                                            | Piazza della Signoria |                                           |
| 1954      | 28 giugno                                                                    | Azzurri                                                                       | ½                                                                             | Piazza della Signoria |                                           |
| 1954      | 9 ottobre                                                                    | Bianchi                                                                       | 3                                                                             | Esibizione; partita giocata allo stadio Marassi di Genova. |                                           |
| 1954      | 9 ottobre                                                                    | Azzurri                                                                       | 3                                                                             | Esibizione; partita giocata allo stadio Marassi di Genova. |                                           |
| 1955      | 8 maggio                                                                     | Verdi                                                                         | 3½                                                                            | Anfiteatro Giardino di Boboli |                                           |
| 1955      | 8 maggio                                                                     | Bianchi                                                                       | 2½                                                                            | Anfiteatro Giardino di Boboli |                                           |
| 1955      | 24 giugno                                                                    | Azzurri                                                                       | 4                                                                             | Piazza della Signoria |                                           |
| 1955      | 24 giugno                                                                    | Rossi                                                                         | 3½                                                                            | Piazza della Signoria |                                           |
| 1955      | 28 giugno                                                                    | Azzurri                                                                       | 6                                                                             | Piazza della Signoria |                                           |
| 1955      | 28 giugno                                                                    | Verdi                                                                         | 1½                                                                            | Piazza della Signoria |                                           |
| 1956      | 4 febbraio                                                                   | Rossi                                                                         | 4                                                                             | Partita giocata allo stadio Cibali di Catania |                                           |
| 1956      | 4 febbraio                                                                   | Verdi                                                                         | 1                                                                             | Partita giocata allo stadio Cibali di Catania |                                           |
| 1956      | 24 giugno                                                                    | Azzurri                                                                       | 3½                                                                            | |                                           |
| 1956      | 24 giugno                                                                    | Rossi                                                                         | 2½                                                                            | |                                           |
| 1956      | 28 giugno                                                                    | Bianchi                                                                       | 6                                                                             | Torneo non assegnato |                                           |
| 1956      | 28 giugno                                                                    | Azzurri                                                                       | 3½                                                                            | Torneo non assegnato |                                           |
| 1957      | 24 giugno                                                                    | Rossi                                                                         | 9                                                                             | |                                           |
| 1957      | 24 giugno                                                                    | Verdi                                                                         | 1                                                                             | |                                           |
| 1957      | 28 giugno                                                                    | Bianchi                                                                       | 2½                                                                            | Torneo non assegnato |                                           |
| 1957      | 28 giugno                                                                    | Azzurri                                                                       | 1½                                                                            | Torneo non assegnato |                                           |
| 1958      | 8 giugno                                                                     | Bianchi                                                                       | 3                                                                             | |                                           |
| 1958      | 8 giugno                                                                     | Verdi                                                                         | 1½                                                                            | |                                           |
| 1958      | 24 giugno                                                                    | Azzurri                                                                       | 2½                                                                            | |                                           |
| 1958      | 24 giugno                                                                    | Rossi                                                                         | 1½                                                                            | |                                           |
| 1958      | 28 giugno                                                                    | Bianchi                                                                       | 7                                                                             | |                                           |
| 1958      | 28 giugno                                                                    | Azzurri                                                                       | 1                                                                             | |                                           |
| 1959      | 10 maggio                                                                    | Bianchi                                                                       | 4½                                                                            | |                                           |
| 1959      | 10 maggio                                                                    | Verdi                                                                         | 1½                                                                            | |                                           |
| 1959      | 24 giugno                                                                    | Rossi                                                                         | ½                                                                             | |                                           |
| 1959      | 24 giugno                                                                    | Azzurri                                                                       | 0                                                                             | |                                           |
| 1959      | 28 giugno                                                                    | Azzurri                                                                       | 1½                                                                            | |                                           |
| 1959      | 28 giugno                                                                    | Bianchi                                                                       | 0                                                                             | |                                           |
| 1959      | 6 settembre                                                                  | Bianchi                                                                       | 1                                                                             | Esibizione; partita giocata a Torino. |                                           |
| 1959      | 6 settembre                                                                  | Verdi                                                                         | ½                                                                             | Esibizione; partita giocata a Torino. |                                           |
| 1960      | 24 giugno                                                                    | Rossi                                                                         | 1                                                                             | |                                           |
| 1960      | 24 giugno                                                                    | Azzurri                                                                       | 1                                                                             | |                                           |
| 1960      | 28 giugno                                                                    | Bianchi                                                                       | 2                                                                             | Torneo non assegnato |                                           |
| 1960      | 28 giugno                                                                    | Verdi                                                                         | ½                                                                             | Torneo non assegnato |                                           |
| 1960      | 28 agosto                                                                    | Bianchi                                                                       | 6                                                                             | Esibizione; partita giocata in Piazza di Siena a Roma. |                                           |
| 1960      | 28 agosto                                                                    | Azzurri                                                                       | 1                                                                             | Esibizione; partita giocata in Piazza di Siena a Roma. |                                           |
| 1961      | 7 maggio                                                                     | Bianchi                                                                       | 3                                                                             | |                                           |
| 1961      | 7 maggio                                                                     | Verdi                                                                         | 1                                                                             | |                                           |
| 1961      | 24 giugno                                                                    | Azzurri                                                                       | 1½                                                                            | |                                           |
| 1961      | 24 giugno                                                                    | Rossi                                                                         | ½                                                                             | |                                           |
| 1961      | 28 giugno                                                                    | Bianchi                                                                       | ½                                                                             | |                                           |
| 1961      | 28 giugno                                                                    | Azzurri                                                                       | 1                                                                             | |                                           |
| 1962      | 24 giugno                                                                    | Rossi                                                                         | 2                                                                             | |                                           |
| 1962      | 24 giugno                                                                    | Verdi                                                                         | 1½                                                                            | |                                           |
| 1962      | 28 giugno                                                                    | Bianchi                                                                       | 3                                                                             | Torneo non assegnato |                                           |
| 1962      | 28 giugno                                                                    | Azzurri                                                                       | 0                                                                             | Torneo non assegnato |                                           |
| 1963      | 19 maggio                                                                    | Verdi                                                                         | 1½                                                                            | |                                           |
| 1963      | 19 maggio                                                                    | Bianchi                                                                       | 1                                                                             | |                                           |
| 1963      | 24 giugno                                                                    | Rossi                                                                         | 4½                                                                            | |                                           |
| 1963      | 24 giugno                                                                    | Azzurri                                                                       | 0                                                                             | |                                           |
| 1963      | 28 giugno                                                                    | Rossi                                                                         | 1                                                                             | |                                           |
| 1963      | 28 giugno                                                                    | Verdi                                                                         | ½                                                                             | |                                           |
| 1964      | 31 maggio                                                                    | Bianchi                                                                       | 1                                                                             | |                                           |
| 1964      | 31 maggio                                                                    | Verdi                                                                         | 0                                                                             | |                                           |
| 1964      | 24 giugno                                                                    | Rossi                                                                         | 3                                                                             | |                                           |
| 1964      | 24 giugno                                                                    | Azzurri                                                                       | 2                                                                             | |                                           |
| 1964      | 28 giugno                                                                    | Bianchi                                                                       | 2                                                                             | |                                           |
| 1964      | 28 giugno                                                                    | Rossi                                                                         | 1½                                                                            | |                                           |
| 1965      | 27 maggio                                                                    | Verdi                                                                         | 4                                                                             | Partita giocata in Piazza del Carmine a Firenze |                                           |
| 1965      | 27 maggio                                                                    | Bianchi                                                                       | 1                                                                             | Partita giocata in Piazza del Carmine a Firenze |                                           |
| 1965      | 24 giugno                                                                    | Rossi                                                                         | 5                                                                             | |                                           |
| 1965      | 24 giugno                                                                    | Azzurri                                                                       | 1                                                                             | |                                           |
| 1965      | 28 giugno                                                                    | Rossi                                                                         | 1                                                                             | |                                           |
| 1965      | 28 giugno                                                                    | Verdi                                                                         | ½                                                                             | |                                           |
| 1966      | 24 giugno                                                                    | Bianchi                                                                       | 3                                                                             | |                                           |
| 1966      | 24 giugno                                                                    | Rossi                                                                         | 1½                                                                            | |                                           |
| 1966      | 26 giugno                                                                    | Azzurri                                                                       | 7                                                                             | |                                           |
| 1966      | 26 giugno                                                                    | Verdi                                                                         | 4½                                                                            | |                                           |
| 1966      | 28 giugno                                                                    | Bianchi                                                                       | 3½                                                                            | |                                           |
| 1966      | 28 giugno                                                                    | Azzurri                                                                       | ½                                                                             | |                                           |
| 1967      | 24 giugno                                                                    | Rossi                                                                         | 2                                                                             | |                                           |
| 1967      | 24 giugno                                                                    | Azzurri                                                                       | 1                                                                             | |                                           |
| 1967      | 28 giugno                                                                    | Bianchi                                                                       | 1                                                                             | Torneo non assegnato |                                           |
| 1967      | 28 giugno                                                                    | Azzurri                                                                       | 0                                                                             | Torneo non assegnato |                                           |
| 1968      | 24 giugno                                                                    | Verdi                                                                         | 6                                                                             | |                                           |
| 1968      | 24 giugno                                                                    | Azzurri                                                                       | 2                                                                             | |                                           |
| 1968      | 28 giugno                                                                    | Bianchi                                                                       | 6                                                                             | |                                           |
| 1968      | 28 giugno                                                                    | Rossi                                                                         | 2½                                                                            | |                                           |
| 1968      | 30 giugno                                                                    | Verdi                                                                         | 1½                                                                            | |                                           |
| 1968      | 30 giugno                                                                    | Bianchi                                                                       | 1                                                                             | |                                           |
| 1969      | 22 giugno                                                                    | Azzurri                                                                       | 5½                                                                            | |                                           |
| 1969      | 22 giugno                                                                    | Verdi                                                                         | 4½                                                                            | |                                           |
| 1969      | 24 giugno                                                                    | Bianchi                                                                       | 4                                                                             | |                                           |
| 1969      | 24 giugno                                                                    | Rossi                                                                         | 2                                                                             | |                                           |
| 1969      | 28 giugno                                                                    | Bianchi                                                                       | 1½                                                                            | |                                           |
| 1969      | 28 giugno                                                                    | Azzurri                                                                       | ½                                                                             | |                                           |
| 1970      | 21 giugno                                                                    | Bianchi                                                                       | 5                                                                             | |                                           |
| 1970      | 21 giugno                                                                    | Rossi                                                                         | 3                                                                             | |                                           |
| 1970      | 24 giugno                                                                    | Azzurri                                                                       | 4½                                                                            | |                                           |
| 1970      | 24 giugno                                                                    | Verdi                                                                         | 4                                                                             | |                                           |
| 1970      | 28 giugno                                                                    | Bianchi                                                                       | 4                                                                             | |                                           |
| 1970      | 28 giugno                                                                    | Azzurri                                                                       | ½                                                                             | |                                           |
| 1971      | 20 giugno                                                                    | Bianchi                                                                       | 6                                                                             | |                                           |
| 1971      | 20 giugno                                                                    | Azzurri                                                                       | 0                                                                             | |                                           |
| 1971      | 24 giugno                                                                    | Rossi                                                                         | 1                                                                             | |                                           |
| 1971      | 24 giugno                                                                    | Verdi                                                                         | ½                                                                             | |                                           |
| 1971      | 28 giugno                                                                    | Bianchi                                                                       | 5                                                                             | |                                           |
| 1971      | 28 giugno                                                                    | Rossi                                                                         | 0                                                                             | |                                           |
| 1972      | 18 giugno                                                                    | Azzurri                                                                       | 9½                                                                            | |                                           |
| 1972      | 18 giugno                                                                    | Verdi                                                                         | 4                                                                             | |                                           |
| 1972      | 24 giugno                                                                    | Bianchi                                                                       | 7½                                                                            | |                                           |
| 1972      | 24 giugno                                                                    | Rossi                                                                         | 4½                                                                            | |                                           |
| 1972      | 28 giugno                                                                    | Bianchi                                                                       | 1                                                                             | |                                           |
| 1972      | 28 giugno                                                                    | Azzurri                                                                       | 0                                                                             | |                                           |
| 1972      | 8 settembre                                                                  | Rossi                                                                         | 6                                                                             | Esibizione in notturna in Piazza Santa Croce |                                           |
| 1972      | 8 settembre                                                                  | Azzurri                                                                       | 1                                                                             | Esibizione in notturna in Piazza Santa Croce |                                           |
| 1973      | 17 giugno                                                                    | Rossi                                                                         | ½                                                                             | |                                           |
| 1973      | 17 giugno                                                                    | Azzurri                                                                       | 0                                                                             | |                                           |
| 1973      | 24 giugno                                                                    | Bianchi                                                                       | 6½                                                                            | |                                           |
| 1973      | 24 giugno                                                                    | Verdi                                                                         | 1½                                                                            | |                                           |
| 1973      | 28 giugno                                                                    | Bianchi                                                                       | 4                                                                             | |                                           |
| 1973      | 28 giugno                                                                    | Rossi                                                                         | 1                                                                             | |                                           |
| 1974      | 16 giugno                                                                    | Bianchi                                                                       | 8½                                                                            | |                                           |
| 1974      | 16 giugno                                                                    | Verdi                                                                         | 1½                                                                            | |                                           |
| 1974      | 24 giugno                                                                    | Rossi                                                                         | 1                                                                             | |                                           |
| 1974      | 24 giugno                                                                    | Azzurri                                                                       | ½                                                                             | |                                           |
| 1974      | 28 giugno                                                                    | Bianchi                                                                       | 5½                                                                            | |                                           |
| 1974      | 28 giugno                                                                    | Rossi                                                                         | 0                                                                             | |                                           |
| 1974      | 8 settembre                                                                  | Bianchi                                                                       | 1                                                                             | Esibizione; partita giocata a Pescia. |                                           |
| 1974      | 8 settembre                                                                  | Verdi                                                                         | 0                                                                             | Esibizione; partita giocata a Pescia. |                                           |
| 1975      | 22 giugno                                                                    | Azzurri                                                                       | 11½                                                                           | |                                           |
| 1975      | 22 giugno                                                                    | Verdi                                                                         | 5½                                                                            | |                                           |
| 1975      | 24 giugno                                                                    | Bianchi                                                                       | 5                                                                             | |                                           |
| 1975      | 24 giugno                                                                    | Rossi                                                                         | 2½                                                                            | |                                           |
| 1975      | 28 giugno                                                                    | Bianchi                                                                       | 5                                                                             | |                                           |
| 1975      | 28 giugno                                                                    | Azzurri                                                                       | ½                                                                             | |                                           |
| 1976      | 4 luglio                                                                     | Azzurri                                                                       | 1                                                                             | |                                           |
| 1976      | 4 luglio                                                                     | Rossi                                                                         | 0                                                                             | |                                           |
| 1976      | 7 luglio                                                                     | Bianchi                                                                       | 8½                                                                            | |                                           |
| 1976      | 7 luglio                                                                     | Verdi                                                                         | 1                                                                             | |                                           |
| 1976      | 10 luglio                                                                    | Bianchi                                                                       | 1                                                                             | |                                           |
| 1976      | 10 luglio                                                                    | Azzurri                                                                       | 0                                                                             | |                                           |
| 1976      | 12 ottobre                                                                   | Bianchi                                                                       | 3                                                                             | Esibizione; partita giocata a New York. |                                           |
| 1976      | 12 ottobre                                                                   | Azzurri                                                                       | 0                                                                             | Esibizione; partita giocata a New York. |                                           |
| 1977      | 19 giugno                                                                    | Bianchi                                                                       | 7                                                                             | Piazza della Signoria |                                           |
| 1977      | 19 giugno                                                                    | Verdi                                                                         | 0                                                                             | Piazza della Signoria |                                           |
| 1977      | 24 giugno                                                                    | Azzurri                                                                       | 1                                                                             | Piazza della Signoria |                                           |
| 1977      | 24 giugno                                                                    | Rossi                                                                         | ½                                                                             | Piazza della Signoria |                                           |
| 1977      | 28 giugno                                                                    | Bianchi                                                                       | ½                                                                             | Piazza della Signoria Torneo non assegnato |                                           |
| 1977      | 28 giugno                                                                    | Azzurri                                                                       | ½                                                                             | Piazza della Signoria Torneo non assegnato |                                           |
| 1978      | 18 giugno                                                                    | Bianchi                                                                       | 3½                                                                            | Piazza Santa Croce |                                           |
| 1978      | 18 giugno                                                                    | Rossi                                                                         | ½                                                                             | Piazza Santa Croce |                                           |
| 1978      | 24 giugno                                                                    | Azzurri                                                                       | 6                                                                             | Piazza Santa Croce |                                           |
| 1978      | 24 giugno                                                                    | Verdi                                                                         | 2½                                                                            | Piazza Santa Croce |                                           |
| 1978      | 26 giugno                                                                    | Rossi                                                                         | 1                                                                             | Piazza Santa Croce in notturna |                                           |
| 1978      | 26 giugno                                                                    | Verdi                                                                         | 0                                                                             | Piazza Santa Croce in notturna |                                           |
| 1978      | 28 giugno                                                                    | Bianchi                                                                       | -                                                                             | Partita giocata in notturna in Piazza Santa Croce; sospesa per rissa, torneo non assegnato. |                                           |
| 1978      | 28 giugno                                                                    | Azzurri                                                                       | -                                                                             | Partita giocata in notturna in Piazza Santa Croce; sospesa per rissa, torneo non assegnato. |                                           |
| 1979      | 17 giugno                                                                    | Azzurri                                                                       | 1½                                                                            | Partita giocata al Giardino di Boboli |                                           |
| 1979      | 17 giugno                                                                    | Bianchi                                                                       | 1                                                                             | Partita giocata al Giardino di Boboli |                                           |
| 1979      | 24 giugno                                                                    | Rossi                                                                         | 1½                                                                            | Partita giocata al Giardino di Boboli |                                           |
| 1979      | 24 giugno                                                                    | Verdi                                                                         | ½                                                                             | Partita giocata al Giardino di Boboli |                                           |
| 1979      | 28 giugno                                                                    | Azzurri                                                                       | 11                                                                            | Partita giocata al Giardino di Boboli |                                           |
| 1979      | 28 giugno                                                                    | Rossi                                                                         | 1                                                                             | Partita giocata al Giardino di Boboli |                                           |
| 1980      | 2 febbraio                                                                   | Rossi                                                                         | 6½                                                                            | Esibizione; partita giocata ad Agrigento. |                                           |
| 1980      | 2 febbraio                                                                   | Verdi                                                                         | 6½                                                                            | Esibizione; partita giocata ad Agrigento. |                                           |
| 1980      | 11 giugno                                                                    | Bianchi                                                                       | 4½                                                                            | Esibizione; partita giocata allo stadio Olimpico di Roma. |                                           |
| 1980      | 11 giugno                                                                    | Azzurri                                                                       | 4½                                                                            | Esibizione; partita giocata allo stadio Olimpico di Roma. |                                           |
| 1980      | 24 giugno                                                                    | Azzurri                                                                       | 3                                                                             | |                                           |
| 1980      | 24 giugno                                                                    | Rossi                                                                         | ½                                                                             | |                                           |
| 1980      | 29 giugno                                                                    | Bianchi                                                                       | 5½                                                                            | |                                           |
| 1980      | 29 giugno                                                                    | Verdi                                                                         | 2                                                                             | |                                           |
| 1980      | 6 luglio                                                                     | Azzurri                                                                       | 2½                                                                            | |                                           |
| 1980      | 6 luglio                                                                     | Bianchi                                                                       | 1                                                                             | |                                           |
| 1981      | 21 giugno                                                                    | Bianchi                                                                       | 4                                                                             | |                                           |
| 1981      | 21 giugno                                                                    | Rossi                                                                         | ½                                                                             | |                                           |
| 1981      | 24 giugno                                                                    | Azzurri                                                                       | 7                                                                             | |                                           |
| 1981      | 24 giugno                                                                    | Verdi                                                                         | 3½                                                                            | |                                           |
| 1981      | 28 giugno                                                                    | Bianchi                                                                       | 2½                                                                            | |                                           |
| 1981      | 28 giugno                                                                    | Azzurri                                                                       | 1½                                                                            | |                                           |
| 1982      | 30 aprile                                                                    | Rossi                                                                         | 7                                                                             | Partita giocata a Brescia |                                           |
| 1982      | 30 aprile                                                                    | Verdi                                                                         | 5                                                                             | Partita giocata a Brescia |                                           |
| 1982      | 20 giugno                                                                    | Azzurri                                                                       | N.D.                                                                          | Non disputata |                                           |
| 1982      | 20 giugno                                                                    | Bianchi                                                                       | N.D.                                                                          | Non disputata |                                           |
| 1982      | 6 luglio                                                                     | Azzurri                                                                       | 5                                                                             | Torneo non assegnato |                                           |
| 1982      | 6 luglio                                                                     | Bianchi                                                                       | 3                                                                             | Torneo non assegnato |                                           |
| 1983      | 12 giugno                                                                    | Bianchi                                                                       | 1                                                                             | |                                           |
| 1983      | 12 giugno                                                                    | Verdi                                                                         | 0                                                                             | |                                           |
| 1983      | 19 giugno                                                                    | Azzurri                                                                       | 3                                                                             | |                                           |
| 1983      | 19 giugno                                                                    | Rossi                                                                         | ½                                                                             | |                                           |
| 1983      | 24 giugno                                                                    | Azzurri                                                                       | 4½                                                                            | |                                           |
| 1983      | 24 giugno                                                                    | Bianchi                                                                       | 1½                                                                            | |                                           |
| 1984      | 24 giugno                                                                    | Azzurri                                                                       | 6                                                                             | Partita giocata in Piazza del Carmine a Firenze |                                           |
| 1984      | 24 giugno                                                                    | Rossi                                                                         | 2                                                                             | Partita giocata in Piazza del Carmine a Firenze |                                           |
| 1984      | 1º luglio                                                                    | Verdi                                                                         | 4½                                                                            | Partita giocata in Piazza del Carmine Magnifico Messere Giuliano Gemma - Attore |                                           |
| 1984      | 1º luglio                                                                    | Bianchi                                                                       | 1½                                                                            | Partita giocata in Piazza del Carmine Magnifico Messere Giuliano Gemma - Attore |                                           |
| 1984      | 8 luglio                                                                     | Azzurri                                                                       | 4                                                                             | Partita giocata in Piazza del Carmine |                                           |
| 1984      | 8 luglio                                                                     | Verdi                                                                         | 3                                                                             | Partita giocata in Piazza del Carmine |                                           |
| 1985      | 20 luglio                                                                    | Azzurri                                                                       | 1½                                                                            | |                                           |
| 1985      | 20 luglio                                                                    | Verdi                                                                         | 1                                                                             | |                                           |
| 1985      | 21 luglio                                                                    | Bianchi                                                                       | 4                                                                             | |                                           |
| 1985      | 21 luglio                                                                    | Rossi                                                                         | 2                                                                             | |                                           |
| 1985      | 28 luglio                                                                    | Azzurri                                                                       | 4½                                                                            | |                                           |
| 1985      | 28 luglio                                                                    | Bianchi                                                                       | 0                                                                             | |                                           |
| 1986      | 10 maggio                                                                    | Bianchi                                                                       | 6                                                                             | Esibizione |                                           |
| 1986      | 10 maggio                                                                    | Rossi                                                                         | 6½                                                                            | Esibizione |                                           |
| 1986      | 14 giugno                                                                    | Azzurri                                                                       | 4                                                                             | Partita giocata in Piazza della Signoria a Firenze |                                           |
| 1986      | 14 giugno                                                                    | Verdi                                                                         | 1                                                                             | Partita giocata in Piazza della Signoria a Firenze |                                           |
| 1986      | 15 giugno                                                                    | Bianchi                                                                       | 2                                                                             | Partita giocata in Piazza della Signoria |                                           |
| 1986      | 15 giugno                                                                    | Rossi                                                                         | 0                                                                             | Partita giocata in Piazza della Signoria |                                           |
| 1986      | 24 giugno                                                                    | Azzurri                                                                       | 3                                                                             | Partita giocata in Piazza della Signoria |                                           |
| 1986      | 24 giugno                                                                    | Bianchi                                                                       | 1                                                                             | Partita giocata in Piazza della Signoria |                                           |
| 1986      | 14 settembre                                                                 | Rossi                                                                         | 5½                                                                            | Esibizione; partita giocata a Castelfranco Veneto. |                                           |
| 1986      | 14 settembre                                                                 | Azzurri                                                                       | 4½                                                                            | Esibizione; partita giocata a Castelfranco Veneto. |                                           |
| 1986      | 30 novembre                                                                  | Bianchi                                                                       | 5                                                                             | Esibizione; partita giocata al Palasport di Firenze. |                                           |
| 1986      | 30 novembre                                                                  | Rossi                                                                         | ½                                                                             | Esibizione; partita giocata al Palasport di Firenze. |                                           |
| 1987      | 28 giugno                                                                    | Azzurri                                                                       | 4                                                                             | Esibizione; torneo non assegnato. |                                           |
| 1987      | 28 giugno                                                                    | Rossi                                                                         | ½                                                                             | Esibizione; torneo non assegnato. |                                           |
| 1988      | 12 giugno                                                                    | Bianchi                                                                       | 2                                                                             | |                                           |
| 1988      | 12 giugno                                                                    | Verdi                                                                         | 1½                                                                            | |                                           |
| 1988      | 19 giugno                                                                    | Azzurri                                                                       | 10                                                                            | |                                           |
| 1988      | 19 giugno                                                                    | Rossi                                                                         | 2                                                                             | |                                           |
| 1988      | 24 giugno                                                                    | Azzurri                                                                       | 5                                                                             | |                                           |
| 1988      | 24 giugno                                                                    | Bianchi                                                                       | 3½                                                                            | |                                           |
| 1989      | 24 giugno                                                                    | Verdi                                                                         | 3                                                                             | |                                           |
| 1989      | 24 giugno                                                                    | Rossi                                                                         | 1                                                                             | |                                           |
| 1989      | 25 giugno                                                                    | Azzurri                                                                       | 7                                                                             | |                                           |
| 1989      | 25 giugno                                                                    | Bianchi                                                                       | 2                                                                             | |                                           |
| 1989      | 2 luglio                                                                     | Azzurri                                                                       | 5½                                                                            | |                                           |
| 1989      | 2 luglio                                                                     | Verdi                                                                         | 1                                                                             | |                                           |
| 1990      | 24 giugno                                                                    | Azzurri                                                                       | 9½                                                                            | Esibizioni a formazioni miste; torneo non assegnato. |                                           |
| 1990      | 24 giugno                                                                    | Azzurri in maglia bianca                                                      | 4                                                                             | Esibizioni a formazioni miste; torneo non assegnato. |                                           |
| 1990      | 24 giugno                                                                    | Verdi                                                                         | 4½                                                                            | Esibizioni a formazioni miste; torneo non assegnato. |                                           |
| 1990      | 24 giugno                                                                    | Verdi in maglia rossa                                                         | 2½                                                                            | Esibizioni a formazioni miste; torneo non assegnato. |                                           |
| 1991      | 23 giugno                                                                    | Azzurri                                                                       | 5½                                                                            | |                                           |
| 1991      | 23 giugno                                                                    | Rossi                                                                         | 2                                                                             | |                                           |
| 1991      | 24 giugno                                                                    | Verdi                                                                         | 4                                                                             | |                                           |
| 1991      | 24 giugno                                                                    | Bianchi                                                                       | 1                                                                             | |                                           |
| 1991      | 30 giugno                                                                    | Azzurri                                                                       | 3½                                                                            | |                                           |
| 1991      | 30 giugno                                                                    | Verdi                                                                         | 1½                                                                            | |                                           |
| 1992      | 24 giugno                                                                    | Azzurri                                                                       | 1½                                                                            | |                                           |
| 1992      | 24 giugno                                                                    | Verdi                                                                         | 1                                                                             | |                                           |
| 1992      | 28 giugno                                                                    | Rossi                                                                         | 2                                                                             | |                                           |
| 1992      | 28 giugno                                                                    | Bianchi                                                                       | 1                                                                             | |                                           |
| 1992      | 5 luglio                                                                     | Azzurri                                                                       | 2½                                                                            | |                                           |
| 1992      | 5 luglio                                                                     | Rossi                                                                         | 1                                                                             | |                                           |
| 1993      | 24 giugno                                                                    | Azzurri                                                                       | 4½                                                                            | |                                           |
| 1993      | 24 giugno                                                                    | Bianchi                                                                       | ½                                                                             | |                                           |
| 1993      | 27 giugno                                                                    | Verdi                                                                         | 2½                                                                            | |                                           |
| 1993      | 27 giugno                                                                    | Rossi                                                                         | ½                                                                             | |                                           |
| 1993      | 4 luglio                                                                     | Azzurri                                                                       | 2½                                                                            | |                                           |
| 1993      | 4 luglio                                                                     | Verdi                                                                         | 1½                                                                            | |                                           |
| 1994      | 24 giugno                                                                    | Azzurri                                                                       | 5                                                                             | |                                           |
| 1994      | 24 giugno                                                                    | Bianchi                                                                       | 2                                                                             | |                                           |
| 1994      | 26 giugno                                                                    | Verdi                                                                         | 3½                                                                            | |                                           |
| 1994      | 26 giugno                                                                    | Rossi                                                                         | ½                                                                             | |                                           |
| 1994      | 3 luglio                                                                     | Azzurri                                                                       | 6½                                                                            | |                                           |
| 1994      | 3 luglio                                                                     | Verdi                                                                         | ½                                                                             | |                                           |
| 1995      | 18 giugno                                                                    | Verdi                                                                         | 3½                                                                            | |                                           |
| 1995      | 18 giugno                                                                    | Rossi                                                                         | ½                                                                             | |                                           |
| 1995      | 24 giugno                                                                    | Azzurri                                                                       | 4½                                                                            | |                                           |
| 1995      | 24 giugno                                                                    | Bianchi                                                                       | 1                                                                             | |                                           |
| 1995      | 2 luglio                                                                     | Azzurri                                                                       | 3                                                                             | |                                           |
| 1995      | 2 luglio                                                                     | Verdi                                                                         | 1½                                                                            | |                                           |
| 1996      | 25 giugno                                                                    | Rossi                                                                         | 3                                                                             | |                                           |
| 1996      | 25 giugno                                                                    | Azzurri                                                                       | 2½                                                                            | |                                           |
| 1996      | 25 giugno                                                                    | Verdi                                                                         | 4                                                                             | |                                           |
| 1996      | 25 giugno                                                                    | Bianchi                                                                       | 3                                                                             | |                                           |
| 1996      | 30 giugno                                                                    | Verdi                                                                         | 5                                                                             | |                                           |
| 1996      | 30 giugno                                                                    | Rossi                                                                         | 4                                                                             | |                                           |
| 1997      | 8 giugno                                                                     | Azzurri                                                                       | 4½                                                                            | |                                           |
| 1997      | 8 giugno                                                                     | Verdi                                                                         | 2½                                                                            | |                                           |
| 1997      | 13 giugno                                                                    | Rossi                                                                         | 7½                                                                            | |                                           |
| 1997      | 13 giugno                                                                    | Bianchi                                                                       | 3½                                                                            | |                                           |
| 1997      | 24 giugno                                                                    | Azzurri                                                                       | N.D.                                                                          | Finale non disputata; torneo non assegnato. |                                           |
| 1997      | 24 giugno                                                                    | Rossi                                                                         | N.D.                                                                          | Finale non disputata; torneo non assegnato. |                                           |
| 1998      | 7 giugno                                                                     | Verdi                                                                         | N.D.                                                                          | Non disputata per ritiro degli Azzurri; partita assegnata a tavolino ai Verdi. |                                           |
| 1998      | 7 giugno                                                                     | Azzurri                                                                       | N.D.                                                                          | Non disputata per ritiro degli Azzurri; partita assegnata a tavolino ai Verdi. |                                           |
| 1998      | 14 giugno                                                                    | Rossi                                                                         | 8                                                                             | |                                           |
| 1998      | 14 giugno                                                                    | Bianchi                                                                       | 0                                                                             | |                                           |
| 1998      | 24 giugno                                                                    | Rossi                                                                         | 11½                                                                           | |                                           |
| 1998      | 24 giugno                                                                    | Verdi                                                                         | 4                                                                             | |                                           |
| 1998      | 3 luglio                                                                     | Firenze                                                                       | 4                                                                             | Esibizione a formazioni miste; partita giocata a Lione. |                                           |
| 1998      | 3 luglio                                                                     | Lione                                                                         | 1                                                                             | Esibizione a formazioni miste; partita giocata a Lione. |                                           |
| 1999      | 30 maggio                                                                    | Azzurri                                                                       | 9                                                                             | |                                           |
| 1999      | 30 maggio                                                                    | Rossi                                                                         | 3½                                                                            | |                                           |
| 1999      | 6 giugno                                                                     | Verdi                                                                         | 7                                                                             | |                                           |
| 1999      | 6 giugno                                                                     | Bianchi                                                                       | 3                                                                             | |                                           |
| 1999      | 24 giugno                                                                    | Azzurri                                                                       | 9                                                                             | |                                           |
| 1999      | 24 giugno                                                                    | Verdi                                                                         | 0                                                                             | |                                           |
| 1999      | 28 giugno                                                                    | Firenze                                                                       | 10                                                                            | Esibizione a formazioni miste; partita giocata a Firenze. |                                           |
| 1999      | 28 giugno                                                                    | Lione                                                                         | 0                                                                             | Esibizione a formazioni miste; partita giocata a Firenze. |                                           |
| 2000      | 4 giugno                                                                     | Rossi                                                                         | 11                                                                            | |                                           |
| 2000      | 4 giugno                                                                     | Bianchi                                                                       | 5                                                                             | |                                           |
| 2000      | 11 giugno                                                                    | Azzurri                                                                       | 13                                                                            | |                                           |
| 2000      | 11 giugno                                                                    | Verdi                                                                         | 2½                                                                            | |                                           |
| 2000      | 24 giugno                                                                    | Azzurri                                                                       | 7                                                                             | Torneo non assegnato |                                           |
| 2000      | 24 giugno                                                                    | Rossi                                                                         | 3                                                                             | Torneo non assegnato |                                           |
| 2001      | 22 settembre                                                                 | Rossi                                                                         | N.D.                                                                          | Non disputata |                                           |
| 2001      | 22 settembre                                                                 | Azzurri                                                                       | N.D.                                                                          | Non disputata |                                           |
| 2001      | 23 settembre                                                                 | Bianchi                                                                       | 9                                                                             | |                                           |
| 2001      | 23 settembre                                                                 | Verdi                                                                         | 5½                                                                            | |                                           |
| 2001      | 29 settembre                                                                 | Bianchi                                                                       | N.D.                                                                          | Finale non disputata; torneo non assegnato. |                                           |
| 2001      | 29 settembre                                                                 | ―                                                                             | N.D.                                                                          | Finale non disputata; torneo non assegnato. |                                           |
| 2002      | 9 giugno                                                                     | Rossi                                                                         | 13½                                                                           | |                                           |
| 2002      | 9 giugno                                                                     | Verdi                                                                         | 3½                                                                            | |                                           |
| 2002      | 16 giugno                                                                    | Azzurri                                                                       | 15½                                                                           | |                                           |
| 2002      | 16 giugno                                                                    | Bianchi                                                                       | 5                                                                             | |                                           |
| 2002      | 24 giugno                                                                    | Azzurri                                                                       | 6                                                                             | |                                           |
| 2002      | 24 giugno                                                                    | Rossi                                                                         | 3                                                                             | |                                           |
| 2002      | 15 settembre                                                                 | Bianchi                                                                       | 6                                                                             | Esibizione a formazioni miste; partita giocata a Piovera. |                                           |
| 2002      | 15 settembre                                                                 | Rossi                                                                         | 6                                                                             | Esibizione a formazioni miste; partita giocata a Piovera. |                                           |
| 2003      | 7 giugno                                                                     | Azzurri                                                                       | 9                                                                             | Piazza Santa Croce Magnifico Messere: Angelo Di Livio, calciatore della Fiorentina |                                           |
| 2003      | 7 giugno                                                                     | Bianchi                                                                       | 1½                                                                            | Piazza Santa Croce Magnifico Messere: Angelo Di Livio, calciatore della Fiorentina |                                           |
| 2003      | 8 giugno                                                                     | Verdi                                                                         | 9½                                                                            | |                                           |
| 2003      | 8 giugno                                                                     | Rossi                                                                         | 7½                                                                            | |                                           |
| 2003      | 24 giugno                                                                    | Azzurri                                                                       | 9                                                                             | |                                           |
| 2003      | 24 giugno                                                                    | Verdi                                                                         | 8½                                                                            | |                                           |
| 2003      | 28 giugno                                                                    | Rossi                                                                         | 12                                                                            | Esibizione a formazioni miste; partita giocata a Genova. |                                           |
| 2003      | 28 giugno                                                                    | Bianchi                                                                       | 6                                                                             | Esibizione a formazioni miste; partita giocata a Genova. |                                           |
| 2004      | 24 giugno                                                                    | Rossi                                                                         | N.D.                                                                          | Non disputata per ritiro degli Azzurri; partita assegnata a tavolino ai Rossi. |                                           |
| 2004      | 24 giugno                                                                    | Azzurri                                                                       | N.D.                                                                          | Non disputata per ritiro degli Azzurri; partita assegnata a tavolino ai Rossi. |                                           |
| 2004      | 4 luglio                                                                     | Bianchi                                                                       | N.D.                                                                          | Non disputata per ritiro dei Verdi; partita assegnata a tavolino ai Bianchi. |                                           |
| 2004      | 4 luglio                                                                     | Verdi                                                                         | N.D.                                                                          | Non disputata per ritiro dei Verdi; partita assegnata a tavolino ai Bianchi. |                                           |
| 2004      | 11 luglio                                                                    | Rossi                                                                         | 9                                                                             | |                                           |
| 2004      | 11 luglio                                                                    | Bianchi                                                                       | 6½                                                                            | |                                           |
| 2005      | 24 giugno                                                                    | Azzurri                                                                       | 6                                                                             | |                                           |
| 2005      | 24 giugno                                                                    | Rossi                                                                         | ½                                                                             | |                                           |
| 2005      | 26 giugno                                                                    | Bianchi                                                                       | NA                                                                            | I Bianchi si ritirarono sul punteggio di 6½ a ½ in favore dei Verdi per manifesta inferiorità, avendo perso per infortunio diversi calcianti; partita assegnata a tavolino ai Verdi. |                                           |
| 2005      | 26 giugno                                                                    | Verdi                                                                         | NA                                                                            | I Bianchi si ritirarono sul punteggio di 6½ a ½ in favore dei Verdi per manifesta inferiorità, avendo perso per infortunio diversi calcianti; partita assegnata a tavolino ai Verdi. |                                           |
| 2005      | 3 luglio                                                                     | Azzurri                                                                       | 3                                                                             | |                                           |
| 2005      | 3 luglio                                                                     | Verdi                                                                         | 0                                                                             | |                                           |
| 2005      | 7 agosto                                                                     | Rossi                                                                         | 10½                                                                           | Esibizione a formazioni miste; partita giocata a Feltre da due squadre miste formate dai calcianti dei quattro colori. |                                           |
| 2005      | 7 agosto                                                                     | Bianchi                                                                       | 6                                                                             | Esibizione a formazioni miste; partita giocata a Feltre da due squadre miste formate dai calcianti dei quattro colori. |                                           |
| 2006      | 26 giugno                                                                    | Azzurri                                                                       | NA                                                                            | Partita interrotta per rissa; torneo annullato. |                                           |
| 2006      | 26 giugno                                                                    | Bianchi                                                                       | NA                                                                            | Partita interrotta per rissa; torneo annullato. |                                           |
| 2007      | 4 luglio                                                                     | Bianchi                                                                       | 9                                                                             | Esibizione; partita giocata al Parco dei Renai di Signa con i Viola di San Frediano, formazione diversa da quelle storiche. Torneo non disputato. |                                           |
| 2007      | 4 luglio                                                                     | Viola                                                                         | 7                                                                             | Esibizione; partita giocata al Parco dei Renai di Signa con i Viola di San Frediano, formazione diversa da quelle storiche. Torneo non disputato. |                                           |
| 2008      | 14 giugno                                                                    | Azzurri                                                                       | 5                                                                             | Piazza Santa Croce Magnifico Messere: Massimo Mattei, presidente del consiglio provinciale di Firenze ed ex presidente del Calcio Storico Fiorentino |                                           |
| 2008      | 14 giugno                                                                    | Bianchi                                                                       | 3½                                                                            | Piazza Santa Croce Magnifico Messere: Massimo Mattei, presidente del consiglio provinciale di Firenze ed ex presidente del Calcio Storico Fiorentino |                                           |
| 2008      | 15 giugno                                                                    | Rossi                                                                         | ?                                                                             | Esibizione; i Verdi diedero forfait per protesta contro i nuovi regolamenti. |                                           |
| 2008      | 15 giugno                                                                    | Squadra mista                                                                 | ?                                                                             | Esibizione; i Verdi diedero forfait per protesta contro i nuovi regolamenti. |                                           |
| 2008      | 24 giugno                                                                    | Rossi                                                                         | 9½                                                                            | Piazza Santa Croce Magnifico Messere: Andrea Benelli, olimpionico di tiro a volo, 6 partecipazioni ai Giochi Olimpici |                                           |
| 2008      | 24 giugno                                                                    | Azzurri                                                                       | 4                                                                             | Piazza Santa Croce Magnifico Messere: Andrea Benelli, olimpionico di tiro a volo, 6 partecipazioni ai Giochi Olimpici |                                           |
| 2009      | 13 giugno                                                                    | Rossi                                                                         | 11                                                                            | Piazza Santa Croce Magnifico Messere: Andrea Barducci, neo presidente della Provincia di Firenze. Esibizioni a formazioni miste; torneo non assegnato. |                                           |
| 2009      | 13 giugno                                                                    | Bianchi                                                                       | 4                                                                             | Piazza Santa Croce Magnifico Messere: Andrea Barducci, neo presidente della Provincia di Firenze. Esibizioni a formazioni miste; torneo non assegnato. |                                           |
| 2009      | 14 giugno                                                                    | Azzurri                                                                       | 14                                                                            | Piazza Santa Croce Magnifico Messere: Andrea Barducci, neo presidente della Provincia di Firenze. Esibizioni a formazioni miste; torneo non assegnato. |                                           |
| 2009      | 14 giugno                                                                    | Verdi                                                                         | 0                                                                             | Piazza Santa Croce Magnifico Messere: Andrea Barducci, neo presidente della Provincia di Firenze. Esibizioni a formazioni miste; torneo non assegnato. |                                           |
| 2009      | 24 giugno                                                                    | Rossi                                                                         | 14                                                                            | Piazza Santa Croce Magnifico Messere: Andrea Barducci, neo presidente della Provincia di Firenze. Esibizioni a formazioni miste; torneo non assegnato. |                                           |
| 2009      | 24 giugno                                                                    | Azzurri                                                                       | 3½                                                                            | Piazza Santa Croce Magnifico Messere: Andrea Barducci, neo presidente della Provincia di Firenze. Esibizioni a formazioni miste; torneo non assegnato. |                                           |
| 2010      | 24 giugno                                                                    | Azzurri                                                                       | 11½                                                                           | Piazza Santa Croce Magnifico Messere: Paolo Bacciotti - Fondazione Tommasino Bacciotti Esibizione; torneo non assegnato. |                                           |
| 2010      | 24 giugno                                                                    | Bianchi                                                                       | 3                                                                             | Piazza Santa Croce Magnifico Messere: Paolo Bacciotti - Fondazione Tommasino Bacciotti Esibizione; torneo non assegnato. |                                           |
| 2011      | 18 giugno                                                                    | Bianchi                                                                       | 7                                                                             | Piazza Santa Croce Magnifico Messere: Alberto Gilardino - Attaccante dell'ACF Fiorentina |                                           |
| 2011      | 18 giugno                                                                    | Rossi                                                                         | 1                                                                             | Piazza Santa Croce Magnifico Messere: Alberto Gilardino - Attaccante dell'ACF Fiorentina |                                           |
| 2011      | 19 giugno                                                                    | Azzurri                                                                       | 12                                                                            | Piazza Santa Croce Magnifico Messere: Emiliano Mondonico - Allenatore dell'ACF Fiorentina |                                           |
| 2011      | 19 giugno                                                                    | Verdi                                                                         | 3½                                                                            | Piazza Santa Croce Magnifico Messere: Emiliano Mondonico - Allenatore dell'ACF Fiorentina |                                           |
| 2011      | 24 giugno                                                                    | Azzurri                                                                       | 2½                                                                            | Piazza Santa Croce Magnifico Messere: Giancarlo Antognoni - Centrocampista e storica bandiera dell'ACF Fiorentina |                                           |
| 2011      | 24 giugno                                                                    | Bianchi                                                                       | 1½                                                                            | Piazza Santa Croce Magnifico Messere: Giancarlo Antognoni - Centrocampista e storica bandiera dell'ACF Fiorentina |                                           |
| 2012      | 16 giugno                                                                    | Bianchi                                                                       | 9½                                                                            | Piazza Santa Croce Magnifico Messere: Leonard Bundu, campione europeo dei pesi welter |                                           |
| 2012      | 16 giugno                                                                    | Verdi                                                                         | 2                                                                             | Piazza Santa Croce Magnifico Messere: Leonard Bundu, campione europeo dei pesi welter |                                           |
| 2012      | 17 giugno                                                                    | Azzurri                                                                       | 11                                                                            | Piazza Santa Croce Magnifico Messere: Luciano Spalletti, allenatore di calcio |                                           |
| 2012      | 17 giugno                                                                    | Rossi                                                                         | 0                                                                             | Piazza Santa Croce Magnifico Messere: Luciano Spalletti, allenatore di calcio |                                           |
| 2012      | 24 giugno                                                                    | Bianchi                                                                       | 4                                                                             | Piazza Santa Croce Magnifico Messere: Alfredo Martini, Commissario tecnico Nazionale italiana di ciclismo |                                           |
| 2012      | 24 giugno                                                                    | Azzurri                                                                       | 0                                                                             | Piazza Santa Croce Magnifico Messere: Alfredo Martini, Commissario tecnico Nazionale italiana di ciclismo |                                           |
| 2012      | 18 agosto                                                                    | Verdi                                                                         | 12                                                                            | Esibizione; partita giocata ad Urbino. Magnifico Messere: Arrigo Sacchi, allenatore di calcio |                                           |
| 2012      | 18 agosto                                                                    | Bianchi                                                                       | 7½                                                                            | Esibizione; partita giocata ad Urbino. Magnifico Messere: Arrigo Sacchi, allenatore di calcio |                                           |
| 2013      | 15 giugno                                                                    | Rossi                                                                         | 0                                                                             | Piazza Santa Croce Magnifico Messere: Manuel Pasqual - Calciatore, Capitano dell'ACF Fiorentina |                                           |
| 2013      | 15 giugno                                                                    | Bianchi                                                                       | 3                                                                             | Piazza Santa Croce Magnifico Messere: Manuel Pasqual - Calciatore, Capitano dell'ACF Fiorentina |                                           |
| 2013      | 16 giugno                                                                    | Verdi                                                                         | 0                                                                             | Piazza Santa Croce Magnifico Messere: Emiliano Viviano - Portiere dell'ACF Fiorentina |                                           |
| 2013      | 16 giugno                                                                    | Azzurri                                                                       | 8                                                                             | Piazza Santa Croce Magnifico Messere: Emiliano Viviano - Portiere dell'ACF Fiorentina |                                           |
| 2013      | 30 giugno                                                                    | Bianchi                                                                       | 0                                                                             | Piazza Santa Croce Partita del 24 giugno rimandata causa impraticabilità del campo. Magnifico Messere: Paolo Bettini - Campione di ciclismo e CT della Nazionale |                                           |
| 2013      | 30 giugno                                                                    | Azzurri                                                                       | 2                                                                             | Piazza Santa Croce Partita del 24 giugno rimandata causa impraticabilità del campo. Magnifico Messere: Paolo Bettini - Campione di ciclismo e CT della Nazionale |                                           |
| 2014      | 14 giugno                                                                    | Bianchi                                                                       | NA                                                                            | Piazza Santa Croce Magnifico Messere: Marco Messeri - Attore di cinema e teatro Partita terminata 2 a 1 in favore dei Bianchi, assegnata a tavolino agli Azzurri, per mancato abbandono del campo di un calciante espulso di parte bianca. | MdC: Baglioni GA: Salusest                |
| 2014      | 14 giugno                                                                    | Azzurri                                                                       | NA                                                                            | Piazza Santa Croce Magnifico Messere: Marco Messeri - Attore di cinema e teatro Partita terminata 2 a 1 in favore dei Bianchi, assegnata a tavolino agli Azzurri, per mancato abbandono del campo di un calciante espulso di parte bianca. | MdC: Baglioni GA: Salusest                |
| 2014      | 15 giugno                                                                    | Rossi                                                                         | NA                                                                            | Piazza Santa Croce Magnifico Messere: Oliviero Beha - giornalista Partita sospesa al 34’ sul ½ a 0 in favore dei Rossi per mancato abbandono del campo di un calciante espulso di parte verde; assegnata a tavolino ai Rossi. | MdC: Baglioni GA: Lotti                   |
| 2014      | 15 giugno                                                                    | Verdi                                                                         | NA                                                                            | Piazza Santa Croce Magnifico Messere: Oliviero Beha - giornalista Partita sospesa al 34’ sul ½ a 0 in favore dei Rossi per mancato abbandono del campo di un calciante espulso di parte verde; assegnata a tavolino ai Rossi. | MdC: Baglioni GA: Lotti                   |
| 2014      | 24 giugno                                                                    | Azzurri                                                                       | N.D.                                                                          | Piazza Santa Croce Finale annullata dal sindaco Dario Nardella a causa delle tensioni accumulate durante le semifinali; torneo non assegnato. |                                           |
| 2014      | 24 giugno                                                                    | Rossi                                                                         | N.D.                                                                          | Piazza Santa Croce Finale annullata dal sindaco Dario Nardella a causa delle tensioni accumulate durante le semifinali; torneo non assegnato. |                                           |
| 2015      | 13 giugno                                                                    | Verdi                                                                         | 3½                                                                            | Piazza Santa Croce Magnifico Messere: Alessandro Boncinelli - Maestro di Boxe Esordio del nuovo Direttore del Corteo Storico della Repubblica Fiorentina e del Calcio storico fiorentino, Capitano di Guardia del Contado e del Distretto Fiorentino: Filippo Giovannelli Checcacci. | MdC: Baglioni GA: Li Volsi                |
| 2015      | 13 giugno                                                                    | Rossi                                                                         | 2½                                                                            | Piazza Santa Croce Magnifico Messere: Alessandro Boncinelli - Maestro di Boxe Esordio del nuovo Direttore del Corteo Storico della Repubblica Fiorentina e del Calcio storico fiorentino, Capitano di Guardia del Contado e del Distretto Fiorentino: Filippo Giovannelli Checcacci. | MdC: Baglioni GA: Li Volsi                |
| 2015      | 14 giugno                                                                    | Bianchi                                                                       | 3½                                                                            | Piazza Santa Croce Magnifico Messere: Luca Toni - Amatissimo calciatore della Fiorentina | MdC: Baglioni GA: Camiciottoli            |
| 2015      | 14 giugno                                                                    | Azzurri                                                                       | 2                                                                             | Piazza Santa Croce Magnifico Messere: Luca Toni - Amatissimo calciatore della Fiorentina | MdC: Baglioni GA: Camiciottoli            |
| 2015      | 24 giugno                                                                    | Bianchi                                                                       | 4½                                                                            | Piazza Santa Croce Magnifico Messere: Stefano Ricci - Stilista di moda maschile di fama internazionale Ospite d’onore: Donald Wilson - Sindaco di Edimburgo | MdC:Baglioni GA: Salusest                 |
| 2015      | 24 giugno                                                                    | Verdi                                                                         | ½                                                                             | Piazza Santa Croce Magnifico Messere: Stefano Ricci - Stilista di moda maschile di fama internazionale Ospite d’onore: Donald Wilson - Sindaco di Edimburgo | MdC:Baglioni GA: Salusest                 |
| 2016      | 11 giugno                                                                    | Verdi                                                                         | 5                                                                             | Piazza Santa Croce Magnifico Messere: Luigi Brugnaro - Sindaco di Venezia | MdC: Baglioni GA: Li Volsi                |
| 2016      | 11 giugno                                                                    | Bianchi                                                                       | 8                                                                             | Piazza Santa Croce Magnifico Messere: Luigi Brugnaro - Sindaco di Venezia | MdC: Baglioni GA: Li Volsi                |
| 2016      | 12 giugno                                                                    | Rossi                                                                         | 2                                                                             | Piazza Santa Croce Magnifico Messere: Martin Castrogiovanni - Nazionale di rugby Leggiadra Madonna: Nicole Orlando - Quattro volte medaglia d'oro mondiale | MdC:Baglioni GA: Salusest                 |
| 2016      | 12 giugno                                                                    | Azzurri                                                                       | 6½                                                                            | Piazza Santa Croce Magnifico Messere: Martin Castrogiovanni - Nazionale di rugby Leggiadra Madonna: Nicole Orlando - Quattro volte medaglia d'oro mondiale | MdC:Baglioni GA: Salusest                 |
| 2016      | 24 giugno                                                                    | Bianchi                                                                       | 6½                                                                            | Piazza Santa Croce Magnifico Messere: Pierfrancesco Favino - Attore di fama internazionale | MdC:Baglioni GA: Camiciottoli             |
| 2016      | 24 giugno                                                                    | Azzurri                                                                       | 6                                                                             | Piazza Santa Croce Magnifico Messere: Pierfrancesco Favino - Attore di fama internazionale | MdC:Baglioni GA: Camiciottoli             |
| 2017      | 10 giugno                                                                    | Rossi                                                                         | 11½                                                                           | Piazza Santa Croce Magnifico Messere: Luciano Artusi - direttore del Corteo Storico dal 1960 al 2015 | MdC:Baglioni GA: Camiciottoli             |
| 2017      | 10 giugno                                                                    | Verdi                                                                         | 4                                                                             | Piazza Santa Croce Magnifico Messere: Luciano Artusi - direttore del Corteo Storico dal 1960 al 2015 | MdC:Baglioni GA: Camiciottoli             |
| 2017      | 11 giugno                                                                    | Bianchi                                                                       | NA                                                                            | Piazza Santa Croce Partita interrotta al 19’ sul 3 a 0 in favore degli Azzurri per rissa e aggressione agli arbitri; assegnata a tavolino ai Bianchi. Magnifico Messere: Niccolò Campriani - pluricampione olimpico di tiro a segno | MdC:Baglioni GA: Li Volsi                 |
| 2017      | 11 giugno                                                                    | Azzurri                                                                       | NA                                                                            | Piazza Santa Croce Partita interrotta al 19’ sul 3 a 0 in favore degli Azzurri per rissa e aggressione agli arbitri; assegnata a tavolino ai Bianchi. Magnifico Messere: Niccolò Campriani - pluricampione olimpico di tiro a segno | MdC:Baglioni GA: Li Volsi                 |
| 2017      | 24 giugno                                                                    | Rossi                                                                         | 5½                                                                            | Piazza Santa Croce Magnifico Messere: Luca Lotti - Ministro dello Sport | MdC:Baglioni GA: Bercigli                 |
| 2017      | 24 giugno                                                                    | Bianchi                                                                       | 6                                                                             | Piazza Santa Croce Magnifico Messere: Luca Lotti - Ministro dello Sport | MdC:Baglioni GA: Bercigli                 |
| 2018      | 9 giugno                                                                     | Squadra mista                                                                 | 4½                                                                            | Piazza Santa Croce Esibizione; la squadra degli Azzurri non partecipò al torneo, in polemica con l'amministrazione comunale, per le decisioni della commissione disciplinare relative alla semifinale Azzurri ― Bianchi del 2017. Al loro posto partecipò una formazione mista di Bianchi e Verdi in maglia viola, mantenendo i pantaloni dei propri colori. Magnifico Messere: Luigi Ciatti - padre di Niccolò Ciatti, giovane fiorentino ucciso in Spagna in tragiche circostanze Leggiadra Madonna: Alia Guagni - difensore della Fiorentina calcio Woman e della Nazionale Italiana di calcio femminile | MdC: Baglioni GA: Capasso                 |
| 2018      | 9 giugno                                                                     | Rossi                                                                         | 10½                                                                           | Piazza Santa Croce Esibizione; la squadra degli Azzurri non partecipò al torneo, in polemica con l'amministrazione comunale, per le decisioni della commissione disciplinare relative alla semifinale Azzurri ― Bianchi del 2017. Al loro posto partecipò una formazione mista di Bianchi e Verdi in maglia viola, mantenendo i pantaloni dei propri colori. Magnifico Messere: Luigi Ciatti - padre di Niccolò Ciatti, giovane fiorentino ucciso in Spagna in tragiche circostanze Leggiadra Madonna: Alia Guagni - difensore della Fiorentina calcio Woman e della Nazionale Italiana di calcio femminile | MdC: Baglioni GA: Capasso                 |
| 2018      | 10 giugno                                                                    | Bianchi                                                                       | 5                                                                             | Piazza Santa Croce Magnifico Messere: Roberto Cammarelle, pugile della categoria dei pesi supermassimi, olimpionico ai Giochi di Pechino del 2008 e campione del mondo dilettanti nel 2007 e nel 2009 Leggiadra Madonna: Valentina Vezzali, schermitrice | MdC: Baglioni GA:Camiciottoli             |
| 2018      | 10 giugno                                                                    | Verdi                                                                         | 9½                                                                            | Piazza Santa Croce Magnifico Messere: Roberto Cammarelle, pugile della categoria dei pesi supermassimi, olimpionico ai Giochi di Pechino del 2008 e campione del mondo dilettanti nel 2007 e nel 2009 Leggiadra Madonna: Valentina Vezzali, schermitrice | MdC: Baglioni GA:Camiciottoli             |
| 2018      | 24 giugno                                                                    | Rossi                                                                         | 10½                                                                           | Piazza Santa Croce Magnifico Messere: Fabio Turchi, pugile fiorentino, Campione WBC Leggiadra Madonna: Gloria Peritore, pugilessa e testimonial della lotta contro la violenza sulle donne | MdC: Baglioni GA: Romano                  |
| 2018      | 24 giugno                                                                    | Verdi                                                                         | 4                                                                             | Piazza Santa Croce Magnifico Messere: Fabio Turchi, pugile fiorentino, Campione WBC Leggiadra Madonna: Gloria Peritore, pugilessa e testimonial della lotta contro la violenza sulle donne | MdC: Baglioni GA: Romano                  |
| 2019      | 15 giugno                                                                    | Rossi                                                                         | 4½                                                                            | Piazza Santa Croce Magnifico Messere: Wanny Di Filippo, patron della Bisonte Wolley Leggiadra Madonna: Daly Santana, pallavolista | MdC: Baglioni GA: Romano                  |
| 2019      | 15 giugno                                                                    | Verdi                                                                         | 1                                                                             | Piazza Santa Croce Magnifico Messere: Wanny Di Filippo, patron della Bisonte Wolley Leggiadra Madonna: Daly Santana, pallavolista | MdC: Baglioni GA: Romano                  |
| 2019      | 16 giugno                                                                    | Bianchi                                                                       | 3                                                                             | Piazza Santa Croce La caccia d'oro della vittoria venne realizzata dopo il tempo regolamentare di 50 minuti. Magnifico Messere: Gianpaolo Donzelli, presidente della Fondazione Meyer Leggiadra Madonna: Maria Grazia Giuffrida, presidente dell’Istituto degli Innocenti | MdC: Baglioni GA: Gambini                 |
| 2019      | 16 giugno                                                                    | Azzurri                                                                       | 2                                                                             | Piazza Santa Croce La caccia d'oro della vittoria venne realizzata dopo il tempo regolamentare di 50 minuti. Magnifico Messere: Gianpaolo Donzelli, presidente della Fondazione Meyer Leggiadra Madonna: Maria Grazia Giuffrida, presidente dell’Istituto degli Innocenti | MdC: Baglioni GA: Gambini                 |
| 2019      | 24 giugno                                                                    | Rossi                                                                         | 8                                                                             | Piazza Santa Croce Magnifico Messere: Rocco Commisso - Patron dell’ACF Fiorentina | MdC: Baglioni GA: Capasso                 |
| 2019      | 24 giugno                                                                    | Bianchi                                                                       | 2                                                                             | Piazza Santa Croce Magnifico Messere: Rocco Commisso - Patron dell’ACF Fiorentina | MdC: Baglioni GA: Capasso                 |
| 2020      | Torneo interrotto a causa della pandemia di COVID-19 in Italia               | Torneo interrotto a causa della pandemia di COVID-19 in Italia                | Torneo interrotto a causa della pandemia di COVID-19 in Italia                | Torneo interrotto a causa della pandemia di COVID-19 in Italia |                                           |
| 2021      | 11 settembre                                                                 | Azzurri                                                                       | 12                                                                            | Piazza Santa Croce Bianchi e Rossi decisero di non prendere parte al torneo a causa di motivazioni legate ai problemi causati dalla pandemia di COVID-19; posticipato al mese di settembre, venne disputata un'unica partita senza né pubblico né tribune con il titolo regolarmente in palio. La gara è stata interrotta dagli arbitri, in accordo con le squadre, al trentottesimo minuto di gioco sui 50 previsti regolarmente. Magnifico Messere: Uberto Bini (alla memoria), presidente associazione Vecchie Glorie del Calcio Storico Fiorentino Magnifico Messere: Pierluigi Vitali (alla memoria), capitano e animatore dei Bandierai degli Uffizi di Firenze.                                                                  | MdC: Baglioni GA: Gambini                 |
| 2021      | 11 settembre                                                                 | Verdi                                                                         | 1                                                                             | Piazza Santa Croce Bianchi e Rossi decisero di non prendere parte al torneo a causa di motivazioni legate ai problemi causati dalla pandemia di COVID-19; posticipato al mese di settembre, venne disputata un'unica partita senza né pubblico né tribune con il titolo regolarmente in palio. La gara è stata interrotta dagli arbitri, in accordo con le squadre, al trentottesimo minuto di gioco sui 50 previsti regolarmente. Magnifico Messere: Uberto Bini (alla memoria), presidente associazione Vecchie Glorie del Calcio Storico Fiorentino Magnifico Messere: Pierluigi Vitali (alla memoria), capitano e animatore dei Bandierai degli Uffizi di Firenze.                                                                  | MdC: Baglioni GA: Gambini                 |
| 2022      | 10 giugno                                                                    | Azzurri                                                                       | 2                                                                             | Piazza Santa Croce Ospite d'eccezione: Gabriel Omar Batistuta Magnifico Messere: Giancarlo De Sisti, storico capitano della Fiorentina. Leggiadra Madonna: Martina Trevisan, tennista fiorentina che ha raggiunto le semifinali del Roland Garros. | MdC: Baglioni GA: Bertelli                |
| 2022      | 10 giugno                                                                    | Bianchi                                                                       | 1                                                                             | Piazza Santa Croce Ospite d'eccezione: Gabriel Omar Batistuta Magnifico Messere: Giancarlo De Sisti, storico capitano della Fiorentina. Leggiadra Madonna: Martina Trevisan, tennista fiorentina che ha raggiunto le semifinali del Roland Garros. | MdC: Baglioni GA: Bertelli                |
| 2022      | 11 giugno                                                                    | Rossi                                                                         | 5                                                                             | Piazza Santa Croce Magnifico Messere: Borja Valero - Ex calciatore della Fiorentina e amante di Firenze | MdC: Baglioni GA: Gambini                 |
| 2022      | 11 giugno                                                                    | Verdi                                                                         | 1                                                                             | Piazza Santa Croce Magnifico Messere: Borja Valero - Ex calciatore della Fiorentina e amante di Firenze | MdC: Baglioni GA: Gambini                 |
| 2022      | 24 giugno                                                                    | Azzurri                                                                       | 11½                                                                           | Piazza Santa Croce Magnifico Messere: Bruno Astori, fratello di Davide Astori. Un modo per ricordare e per omaggiare l'indimenticato capitano della Fiorentina scomparso quattro anni prima. | MdC:Baglioni GA: Bercigli                 |
| 2022      | 24 giugno                                                                    | Rossi                                                                         | 7½                                                                            | Piazza Santa Croce Magnifico Messere: Bruno Astori, fratello di Davide Astori. Un modo per ricordare e per omaggiare l'indimenticato capitano della Fiorentina scomparso quattro anni prima. | MdC:Baglioni GA: Bercigli                 |
| 2023      | 10 giugno                                                                    | Azzurri                                                                       | 7                                                                             | Piazza Santa Croce Giornata piovosa con concentrazione di pioggia sostenuta durante la partita. Il Corteo Storico della Repubblica Fiorentina, al momento dello schieramento in campo, entra in versione ridotta per preservare armi, armature, abiti storici dall'acqua. Magnifico Messere: Cristiano Biraghi - Calciatore e capitano della Fiorentina | MdC: Gambini GA: Zoppi                    |
| 2023      | 10 giugno                                                                    | Bianchi                                                                       | 3                                                                             | Piazza Santa Croce Giornata piovosa con concentrazione di pioggia sostenuta durante la partita. Il Corteo Storico della Repubblica Fiorentina, al momento dello schieramento in campo, entra in versione ridotta per preservare armi, armature, abiti storici dall'acqua. Magnifico Messere: Cristiano Biraghi - Calciatore e capitano della Fiorentina | MdC: Gambini GA: Zoppi                    |
| 2023      | 11 giugno                                                                    | Rossi                                                                         | 7½                                                                            | Piazza Santa Croce Magnifici Messeri: Lorenzo e Niccolò Cannone - Nazionali di Rugby Leggiadra Madonna: Enrica Merlo - Pallavolista, capitana della Savino Del Bene Volley. | Mdc: Bercigli GA: Cardini                 |
| 2023      | 11 giugno                                                                    | Verdi                                                                         | 2                                                                             | Piazza Santa Croce Magnifici Messeri: Lorenzo e Niccolò Cannone - Nazionali di Rugby Leggiadra Madonna: Enrica Merlo - Pallavolista, capitana della Savino Del Bene Volley. | Mdc: Bercigli GA: Cardini                 |
| 2023      | 24 giugno                                                                    | Azzurri                                                                       | 2                                                                             | Piazza Santa Croce Partita iniziata con oltre 45 minuti di ritardo a causa dell'aggressione prima dell'inizio della partita di un calciante rosso, poi espulso, ai danni di un calciante azzurro uscito per infortunio prima dell'inizio della partita. Secondo alcune testimonianze, i calcianti avrebbero scambiato l'esplosione di un petardo tra gli spalti per l'inizio ufficiale della partita, iniziando a darsi battaglia prima dell'inizio. Prima volta nella storia che si gioca una partita ufficiale in 26 per squadra anziché 27. Magnifico Messere: Leonardo Fabbri, vincitore della gara di getto del peso al “Golden Gala – Pietro Mennea” di Firenze 2023 e primatista stagionale europeo con la misura di 21,81 metri | MdC: Baglioni GA: Romano                  |
| 2023      | 24 giugno                                                                    | Rossi                                                                         | 9                                                                             | Piazza Santa Croce Partita iniziata con oltre 45 minuti di ritardo a causa dell'aggressione prima dell'inizio della partita di un calciante rosso, poi espulso, ai danni di un calciante azzurro uscito per infortunio prima dell'inizio della partita. Secondo alcune testimonianze, i calcianti avrebbero scambiato l'esplosione di un petardo tra gli spalti per l'inizio ufficiale della partita, iniziando a darsi battaglia prima dell'inizio. Prima volta nella storia che si gioca una partita ufficiale in 26 per squadra anziché 27. Magnifico Messere: Leonardo Fabbri, vincitore della gara di getto del peso al “Golden Gala – Pietro Mennea” di Firenze 2023 e primatista stagionale europeo con la misura di 21,81 metri | MdC: Baglioni GA: Romano                  |
| 2024      | 1 giugno                                                                     | Azzurri                                                                       | 14                                                                            | Piazza Santa Croce Le date del torneo del 2024 sono state anticipate per concomitanza con le elezioni del Parlamento europeo e delle elezioni amministrative del Comune di Firenze Magnifici Messeri: Gianluca Lapi e Gabriele Ceccherelli detto "Zena" | Mdc: Bercigli GA: Zoppi                   |
| 2024      | 1 giugno                                                                     | Verdi                                                                         | 5                                                                             | Piazza Santa Croce Le date del torneo del 2024 sono state anticipate per concomitanza con le elezioni del Parlamento europeo e delle elezioni amministrative del Comune di Firenze Magnifici Messeri: Gianluca Lapi e Gabriele Ceccherelli detto "Zena" | Mdc: Bercigli GA: Zoppi                   |
| 2024      | 2 giugno                                                                     | Rossi                                                                         | 8½                                                                            | Piazza Santa Croce Magnifici Messeri: Alessandro Franceschi detto "Ciara" e Maurizio Barni | MdC: Gambini GA: Cardini                  |
| 2024      | 2 giugno                                                                     | Bianchi                                                                       | 1                                                                             | Piazza Santa Croce Magnifici Messeri: Alessandro Franceschi detto "Ciara" e Maurizio Barni | MdC: Gambini GA: Cardini                  |
| 2024      | 15 giugno                                                                    | Azzurri                                                                       | 7                                                                             | Piazza Santa Croce Magnifici Messeri della finale: l’ex calciatore della Fiorentina Franck Ribery e l’allenatore della Rari Nantes Florentia maschile Luca Minetti Dopo i 50 minuti regolamentari, i Rossi di Santa maria Novella segnano la Caccia d'Oro e si aggiudicano il Torneo 2024. | MdC: Baglioni GA: Bertelli                |
| 2024      | 15 giugno                                                                    | Rossi                                                                         | 8                                                                             | Piazza Santa Croce Magnifici Messeri della finale: l’ex calciatore della Fiorentina Franck Ribery e l’allenatore della Rari Nantes Florentia maschile Luca Minetti Dopo i 50 minuti regolamentari, i Rossi di Santa maria Novella segnano la Caccia d'Oro e si aggiudicano il Torneo 2024. | MdC: Baglioni GA: Bertelli                |
| 2025      | 14 giugno                                                                    | Azzurri                                                                       | 6                                                                             | Magnifici Messeri: Leonardo Zazzeri, Filippo Megli e Matteo Restivo, tre campioni della Rari Nantes Florentia e della nazionale italiana di nuoto | Mdc: Bercigli GA: Zoppi                   |
| 2025      | 14 giugno                                                                    | Rossi                                                                         | 16½                                                                           | Magnifici Messeri: Leonardo Zazzeri, Filippo Megli e Matteo Restivo, tre campioni della Rari Nantes Florentia e della nazionale italiana di nuoto | Mdc: Bercigli GA: Zoppi                   |
| 2025      | 15 giugno                                                                    | Bianchi                                                                       | 10                                                                            | Magnifico Messere: Francesco Puleo, il tecnico di karate fondatore del Team Puleo (che negli ultimi ha raggiunto risultati di grande prestigio internazionale con atleti di livello mondiale) Leggiadra Madonna Martina Righi, prima donna pugile di Firenze ad aver debuttato nel professionismo e ad aver conquistato il titolo italiano. | Mdc: Gambini GA: Monti                    |
| 2025      | 15 giugno                                                                    | Verdi                                                                         | 13                                                                            | Magnifico Messere: Francesco Puleo, il tecnico di karate fondatore del Team Puleo (che negli ultimi ha raggiunto risultati di grande prestigio internazionale con atleti di livello mondiale) Leggiadra Madonna Martina Righi, prima donna pugile di Firenze ad aver debuttato nel professionismo e ad aver conquistato il titolo italiano. | Mdc: Gambini GA: Monti                    |
| 2025      | 24 giugno                                                                    | Rossi                                                                         | 18                                                                            | Magnifico Messere Carlo Conti, fiorentino, noto presentatore televisivo |                                           |
| 2025      | 24 giugno                                                                    | Verdi                                                                         | 4                                                                             | Magnifico Messere Carlo Conti, fiorentino, noto presentatore televisivo |                                           |

## Vittorie del Torneo per squadra dal 1952
Statistiche aggiornate al 2025, sulla base di quelle descritte in nota.
| Albo d'oro totale        | Albo d'oro totale | Albo d'oro totale |
| Squadra                  | Tornei vinti      | Ultima vittoria   |
| ------------------------ | ----------------- | ----------------- |
| Azzurri                  | 24                | 2022              |
| Bianchi                  | 18                | 2017              |
| Rossi                    | 11                | 2025              |
| Verdi                    | 2                 | 1996              |
| Tornei non assegnati: 18 |                   |                   |

| Torneo 2 squadre 4 colori (dal 1952 al 1977) | Torneo 2 squadre 4 colori (dal 1952 al 1977) | Torneo 2 squadre 4 colori (dal 1952 al 1977) |
| Squadra                                      | Tornei vinti                                 | Ultima vittoria                              |
| -------------------------------------------- | -------------------------------------------- | -------------------------------------------- |
| Azzurri                                      | 3                                            | 1959                                         |
| Bianchi                                      | 13                                           | 1976                                         |
| Rossi                                        | 3                                            | 1965                                         |
| Verdi                                        | 1                                            | 1968                                         |
| Tornei non assegnati: 6                      |                                              |                                              |

| Torneo a 4 squadre 4 colori (dal 1978) | Torneo a 4 squadre 4 colori (dal 1978) | Torneo a 4 squadre 4 colori (dal 1978) |
| Squadra                                | Tornei vinti                           | Ultima vittoria                        |
| -------------------------------------- | -------------------------------------- | -------------------------------------- |
| Azzurri                                | 21                                     | 2022                                   |
| Bianchi                                | 5                                      | 2017                                   |
| Rossi                                  | 8                                      | 2025                                   |
| Verdi                                  | 1                                      | 1996                                   |
| Tornei non assegnati: 12               |                                        |                                        |

## Galleria d'immagini

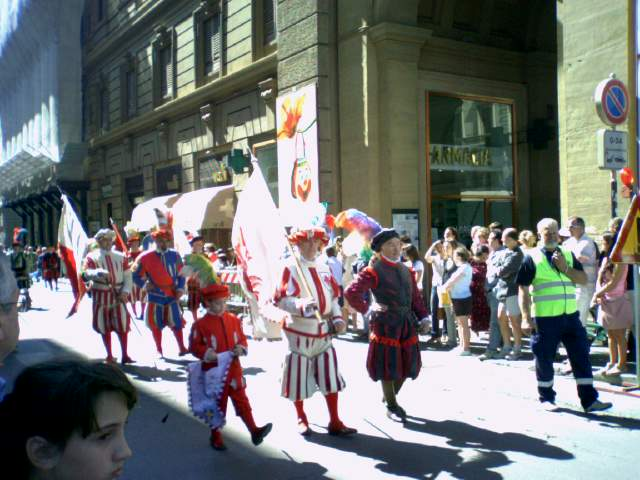
Corteo storico
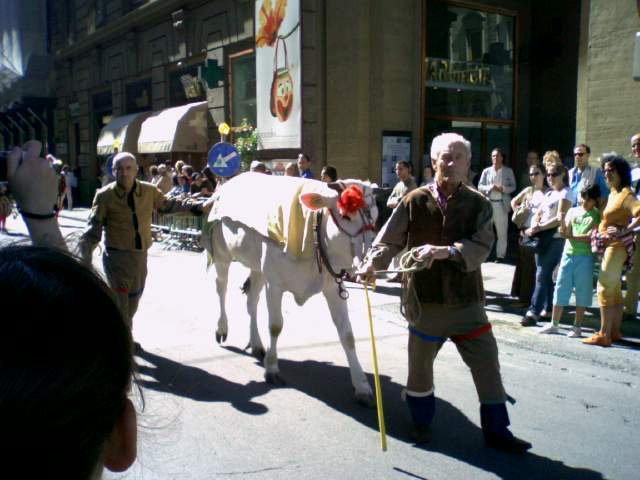
Il premio in palio, una vitella chianina
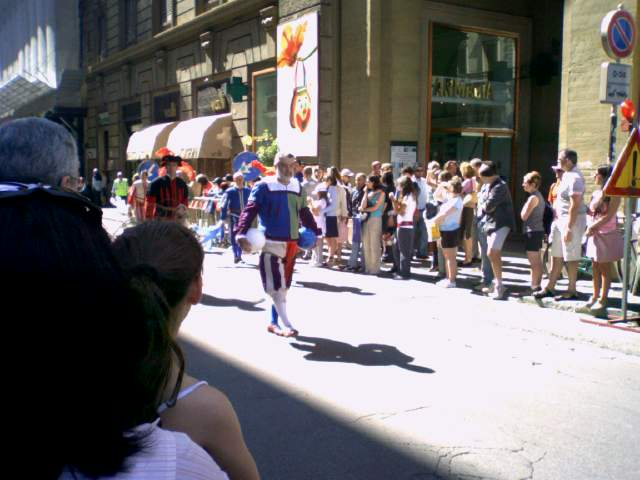
Il Pallaio
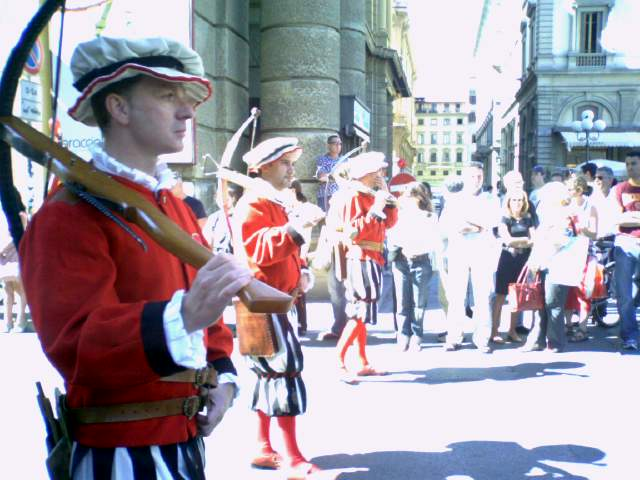
I Balestrieri
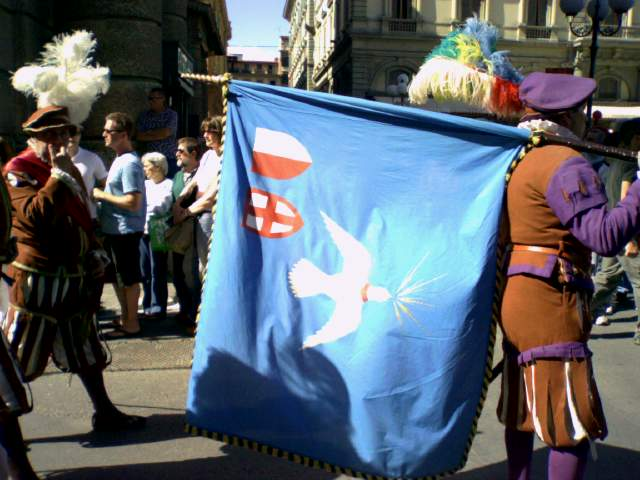
Stendardo di Santo Spirito
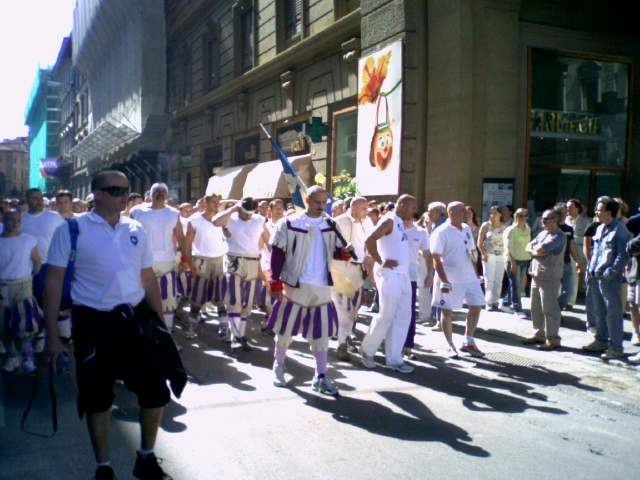
Calcianti "Bianchi"
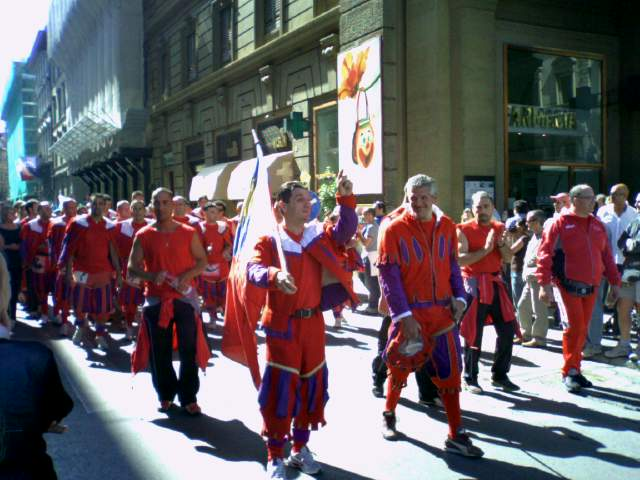
Calcianti "Rossi"
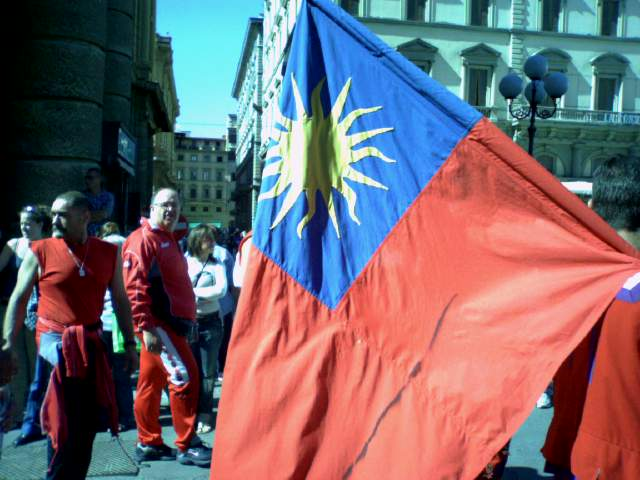
Stendardo di Santa Maria Novella
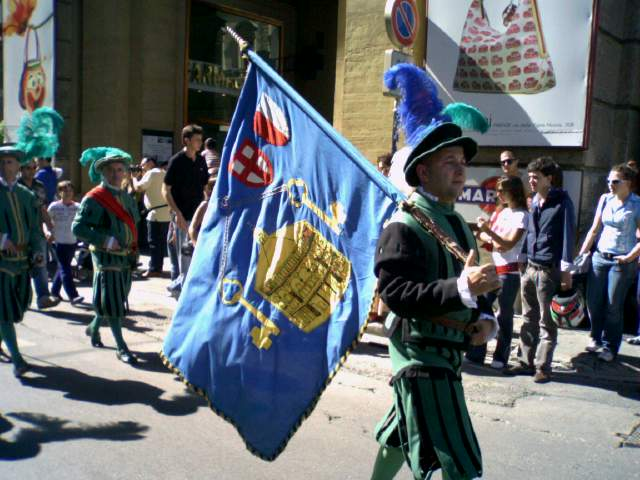
Stendardo di San Giovanni
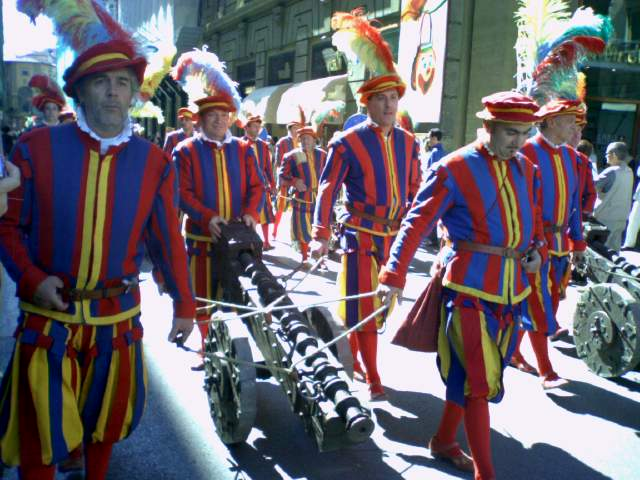
La Colubrina
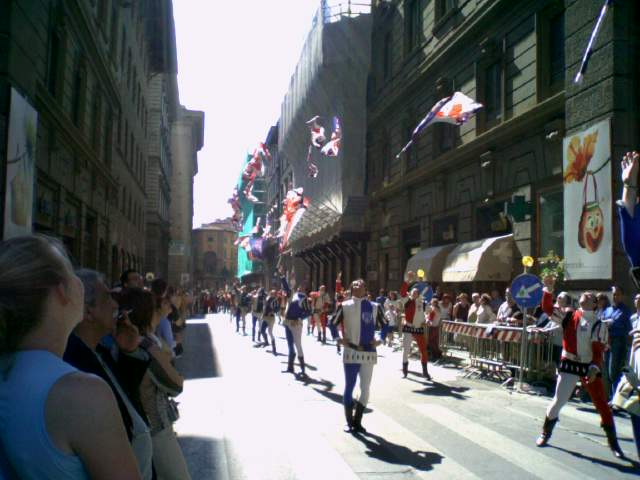
Bandierai degli Uffizi
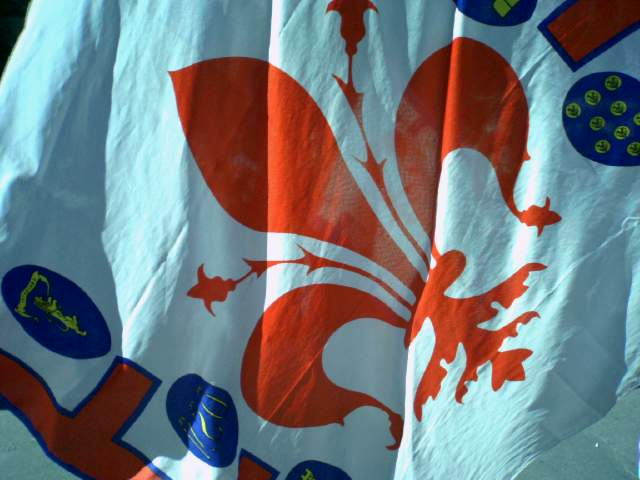
Stendardo di Firenze
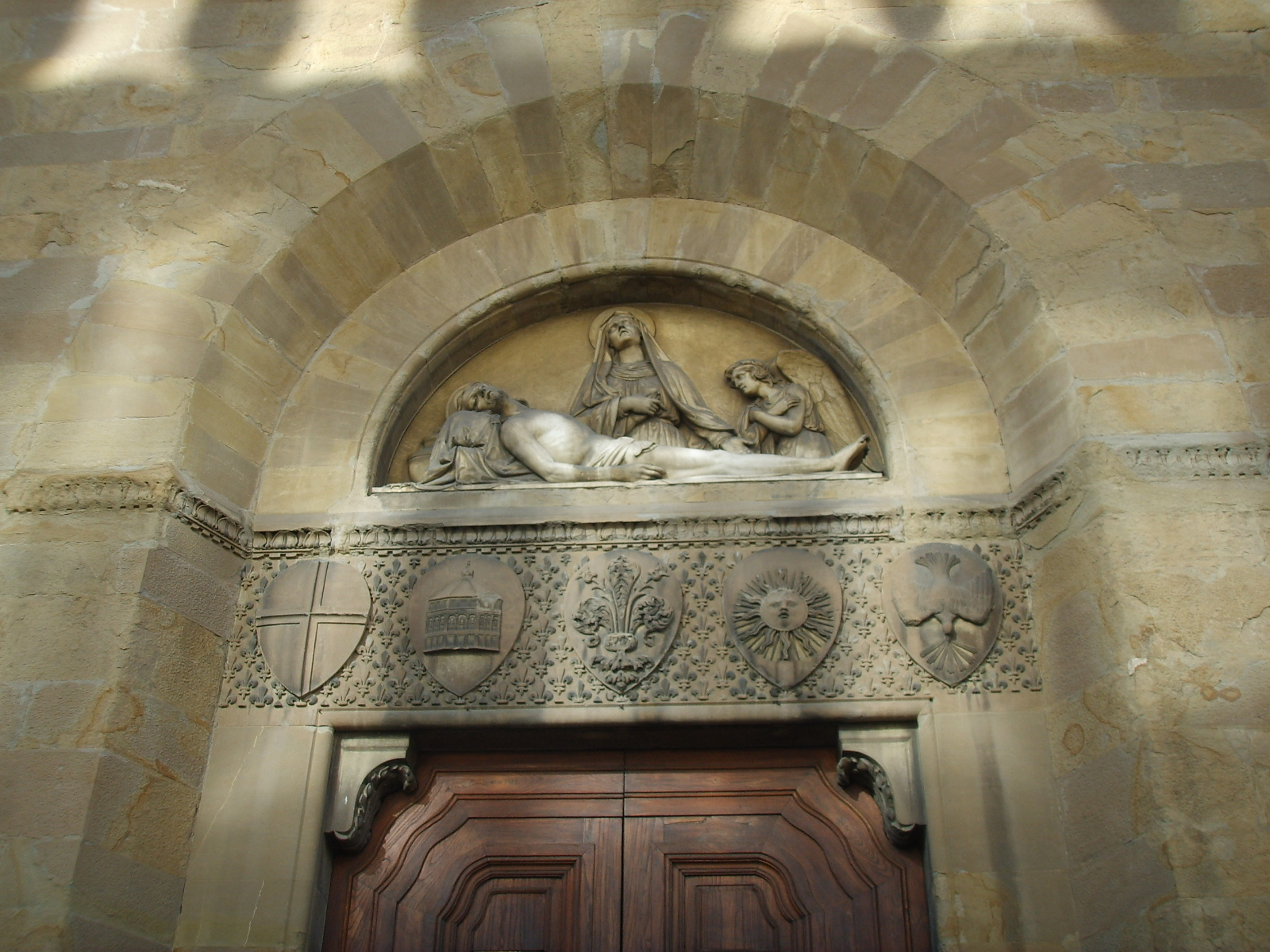
I simboli dei quartieri di Firenze sulla facciata della chiesa di San Giuseppe
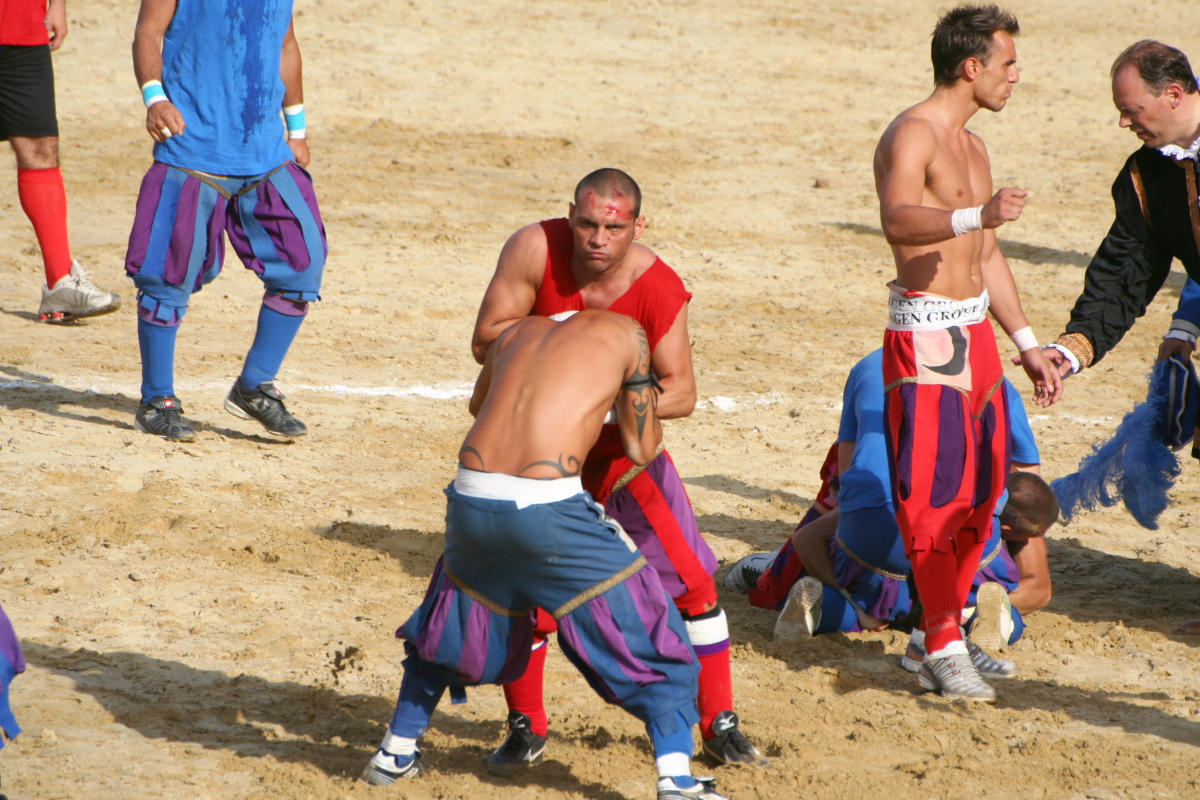
Partita Azzurri/Rossi (24 giugno 2008)
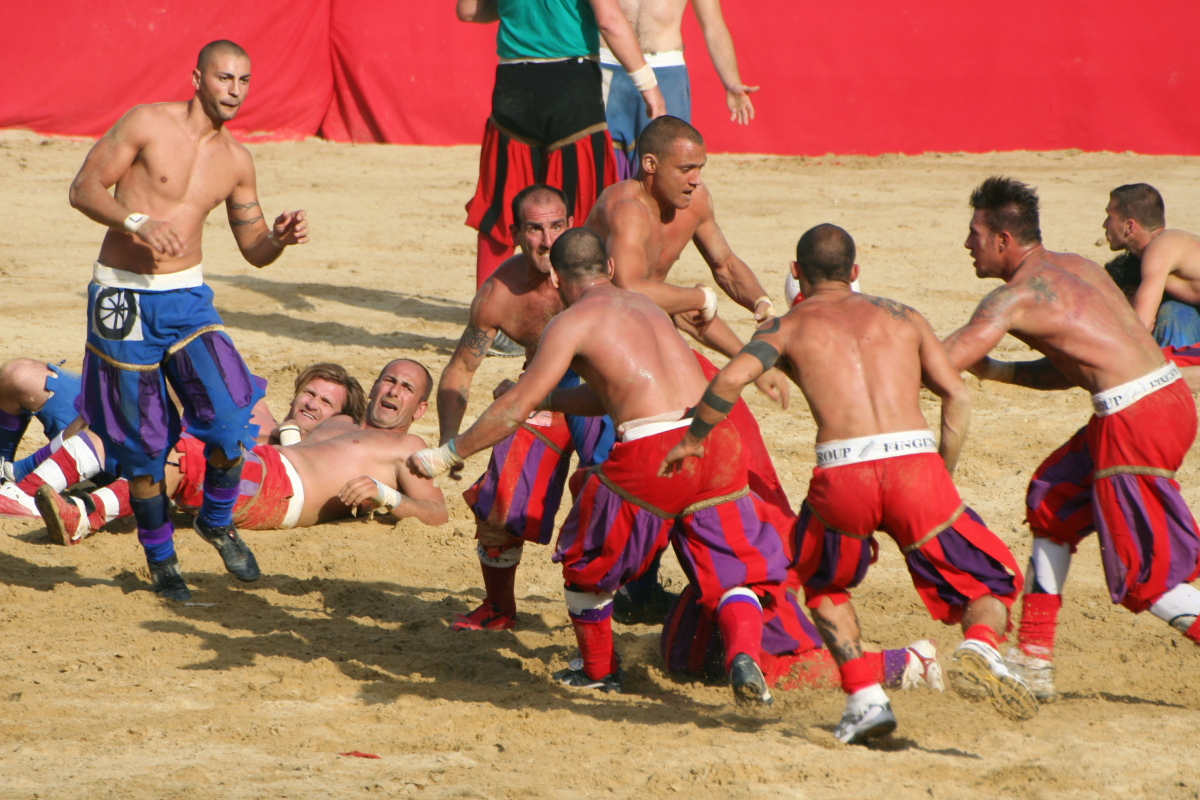
Partita Azzurri/Rossi (24 giugno 2008)
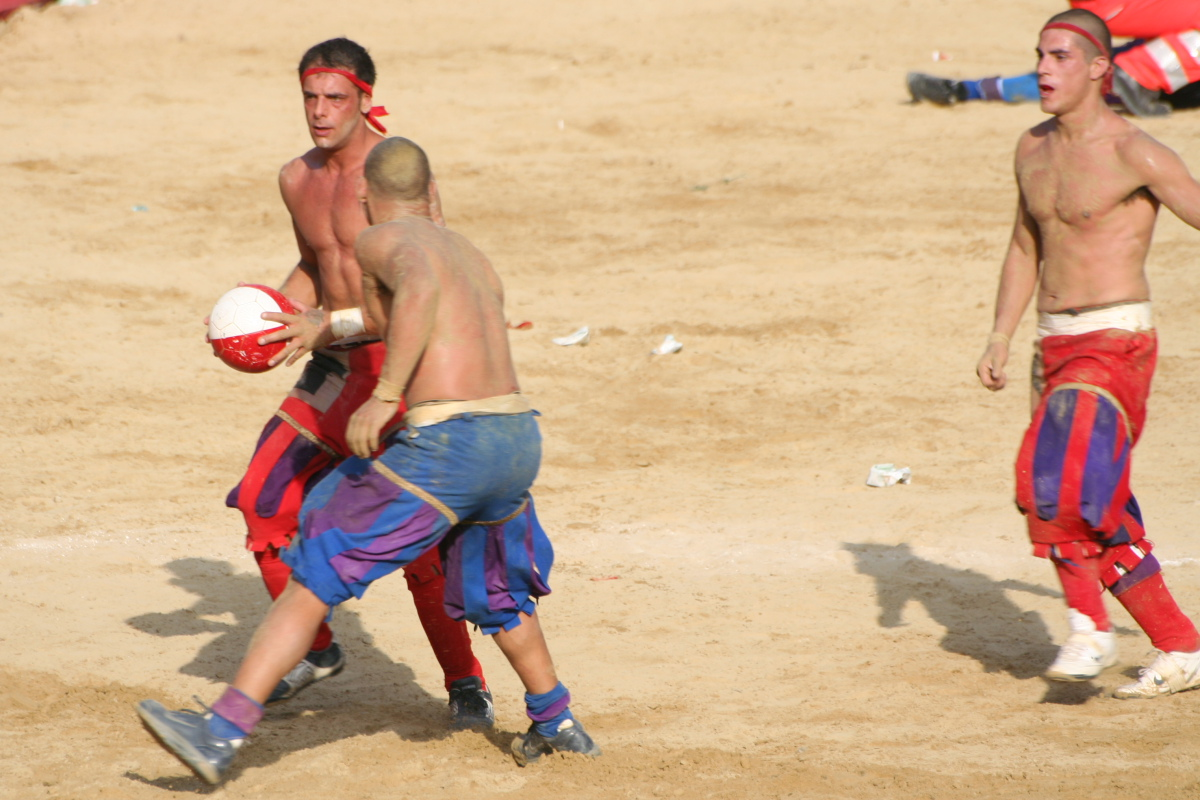
Partita Azzurri/Rossi (24 giugno 2008)
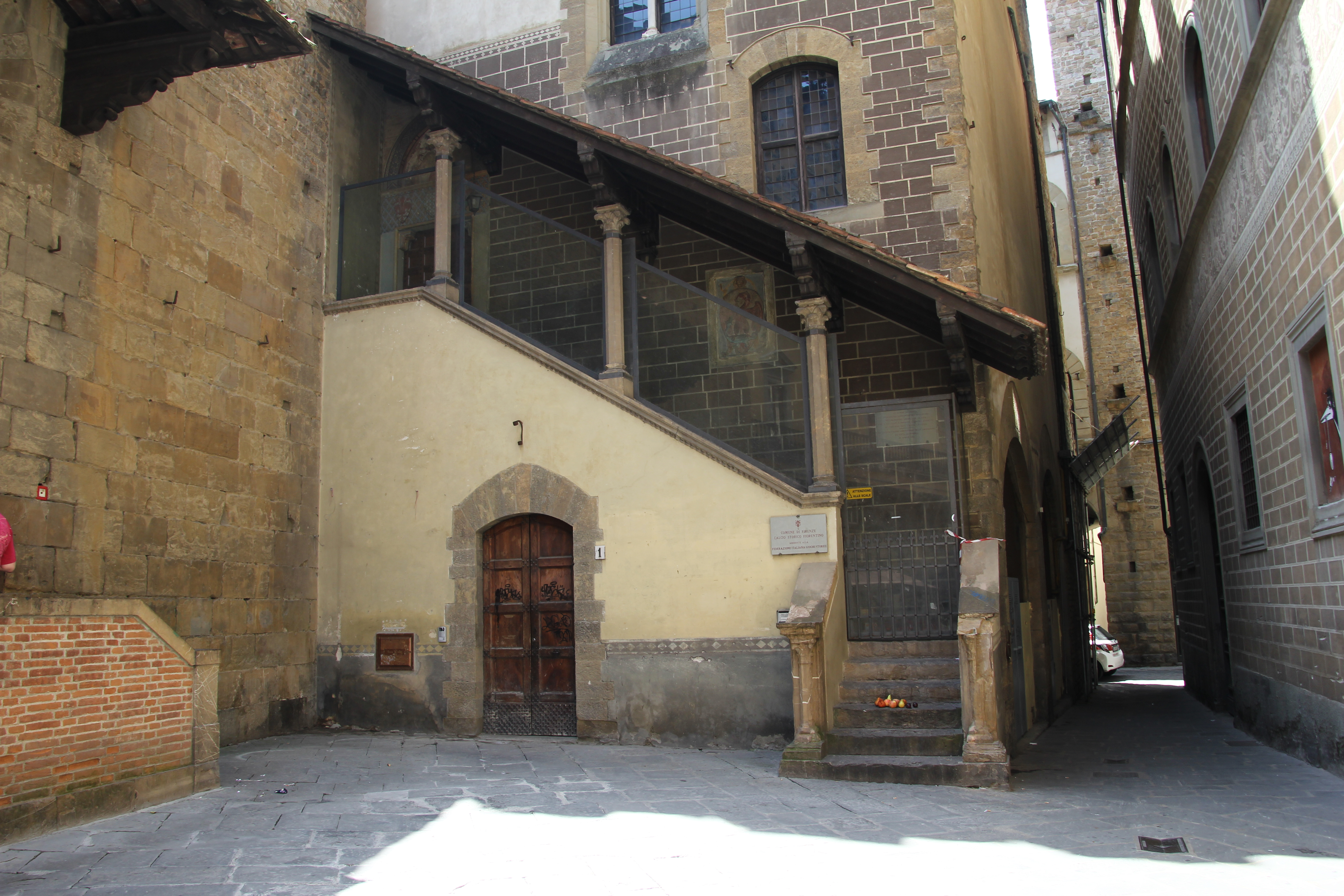
L'ingresso del Palagio di Parte Guelfa sede del Calcio Storico Fiorentino
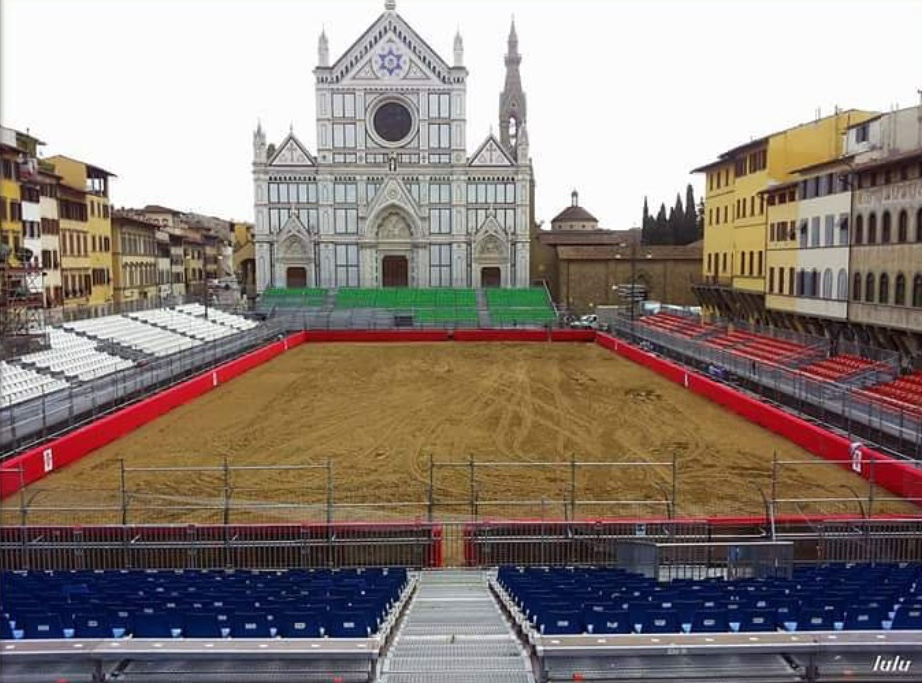
Arena del Gioco del Calcio fiorentino in Piazza Santa Croce